# Aue-Bad Schlema
Aue-Bad Schlema is een Große Kreisstadt in de Duitse deelstaat Saksen. De gemeente maakt deel uit van het Erzgebirgskreis.
Aue-Bad Schlema telde volgens de meest recente statistieken 20.084 inwoners.

## Totstandkoming fusiegemeente
Per 1 januari 2019 zijn de gemeentes Aue en Bad Schlema gefuseerd tot de nieuwe gemeente Aue-Bad Schlema. De Ortsteile Bad Schlema en Wildbach zijn kuuroorden. Het gemeentebestuur van de fusiegemeente is vooralsnog gevestigd in het stadhuis van Aue, maar in het voormalige gemeentehuis van Bad Schlema kunnen de burgers ook voor bijna alle met de gemeente te regelen zaken terecht. De laatste burgemeester van Aue, Heinrich Kohl, werd na de gemeentefusie met een krappe meerderheid van de stemmen gekozen tot de eerste burgemeester van Aue-Bad Schlema.
Het is de bedoeling, dat in de toekomst een Großstadt Silberberg moet ontstaan uit deze fusiegemeente en nog enige daarmee samen te voegen buurgemeentes. Anno 2024 zijn dit bestuurlijk gezien nog slechts weinig concrete plannen. Wel vindt, o.a. op lager ambtelijk niveau en in het cultureel en verenigingsleven, een aantal Silberberg genaamde intergemeentelijke samenwerkingsprojecten plaats. 

## Indeling van de gemeente
De stad bestaat uit de volgende 4 Ortsteile:
- Alberoda, circa 4 km ten noorden van het centrum van Aue; tot 1945 een boerendorp; omstreeks 2010 een dorp met ruim 1.000 inwoners en een bedrijventerrein voor lokaal midden- en kleinbedrijf
- Aue, inclusief:
  - Auerhammer[2] en Zelle[3]
  - Niederpfannenstiel, een gehucht aan de oostkant van Aue; hier bevinden zich de nikkelfabriek en de argentaangroeve. Het is, evenals het aan de oostkant aangrenzende Oberpfannenstiel, gemeente Lauter-Bernsbach, naar een eigenaardig gevormde bergrug genoemd.
- Bad Schlema, bestaande uit Niederschlema en Oberschlema,  3 à 4 km ten noordwesten  van Aue
- Wildbach, een langgerekt, van origine agrarisch, straatdorp (west<->oost), 5 à 7 km ten noordwesten van Aue, met minder dan 1.000 inwoners.

## Geografie
De gemeente ligt aan de noordflank van het Ertsgebergte. De grootste stad in de omgeving is Chemnitz, ongeveer 35 km ten noordoosten van Aue. De stad zelf ligt op 330-350 meter boven zeeniveau aan de Mulde; de heuvels eromheen zijn tot circa 600 m hoog.
Door de gemeente lopen enkele rivieren en beken, die niet bevaarbaar zijn. De belangrijkste daarvan is de Zwickauer Mulde; zijbeken daarvan zijn onder andere het Schwarzwasser in Aue en de Schlema (met zijbeek Silberbach) in Bad Schlema.
Omliggende plaatsen zijn  Schwarzenberg, alsmede de buurgemeentes:
- In de Landkreis Zwickau:
  - Hartenstein (N: ten noorden van Aue)
  - Langenweißbach (NW)
- In de Erzgebirgskreis:
  - Bockau (Z)
  - Lauter/Sa. en Bernsbach, delen van Lauter-Bernsbach (ZO)
  - Lössnitz (NNO)
  - Schneeberg (W)
  - Zschorlau (ZW).

## Verkeer

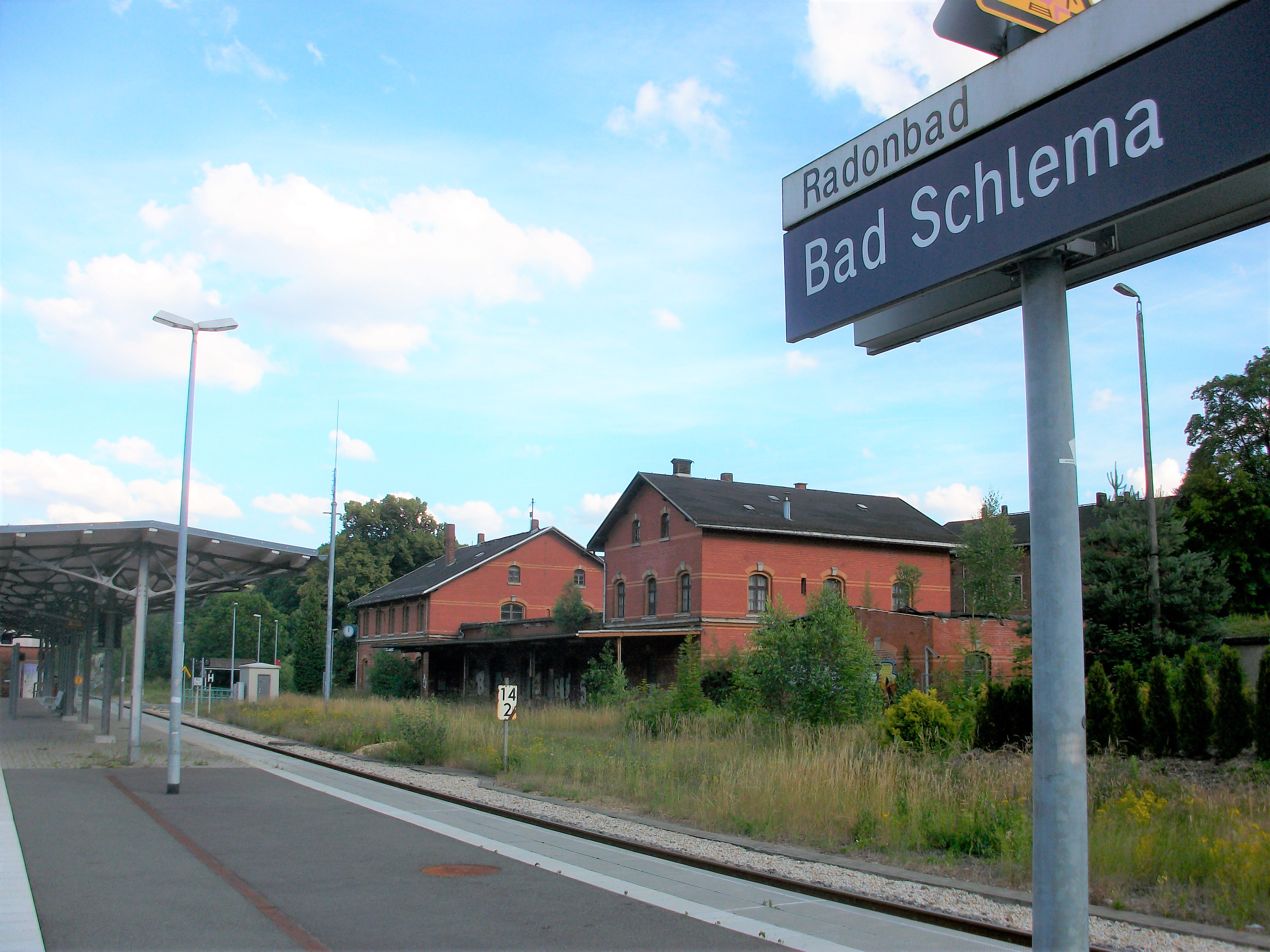
Station Bad Schlema (2016)
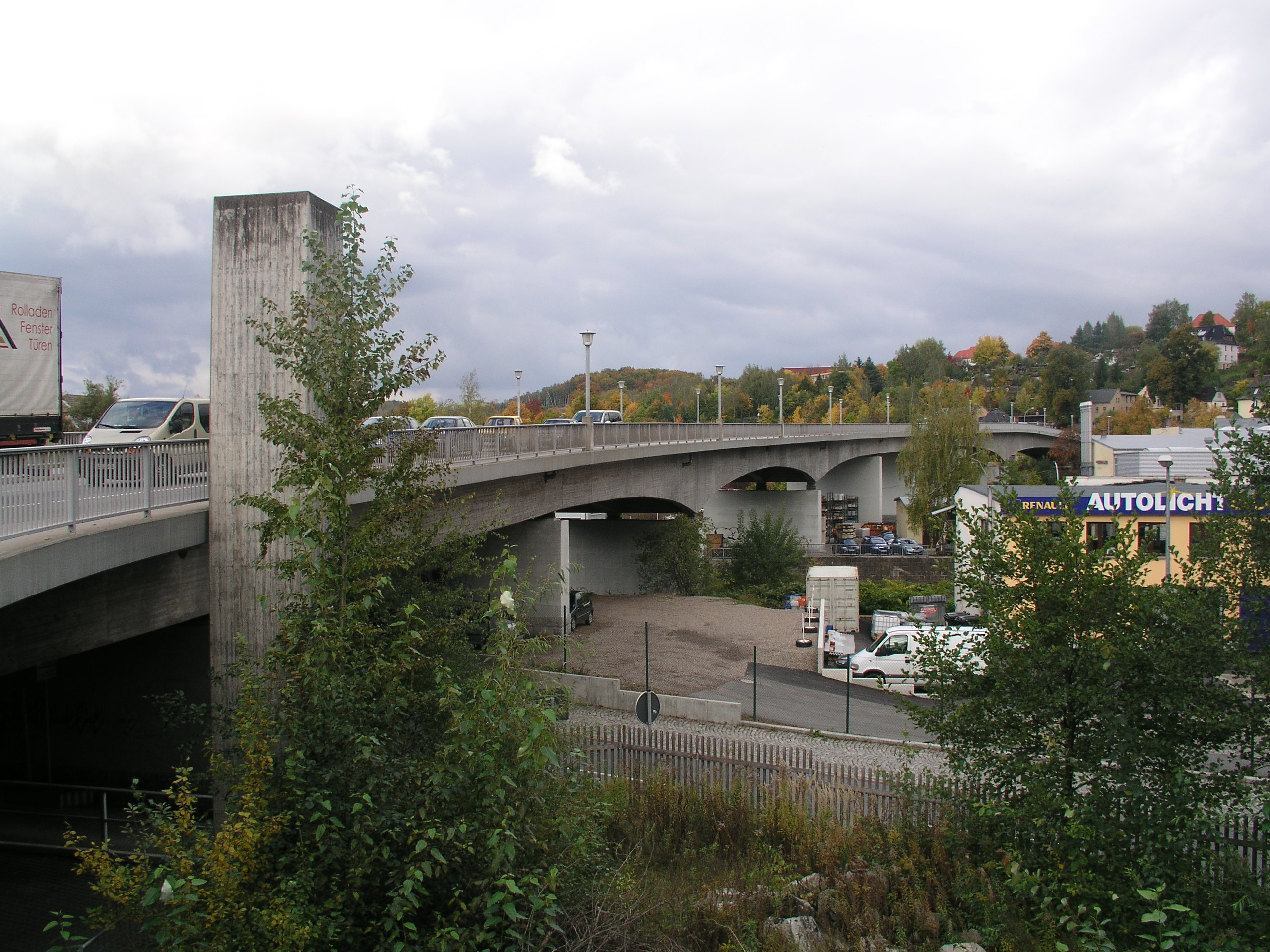
Brug over de Mulde bij het station
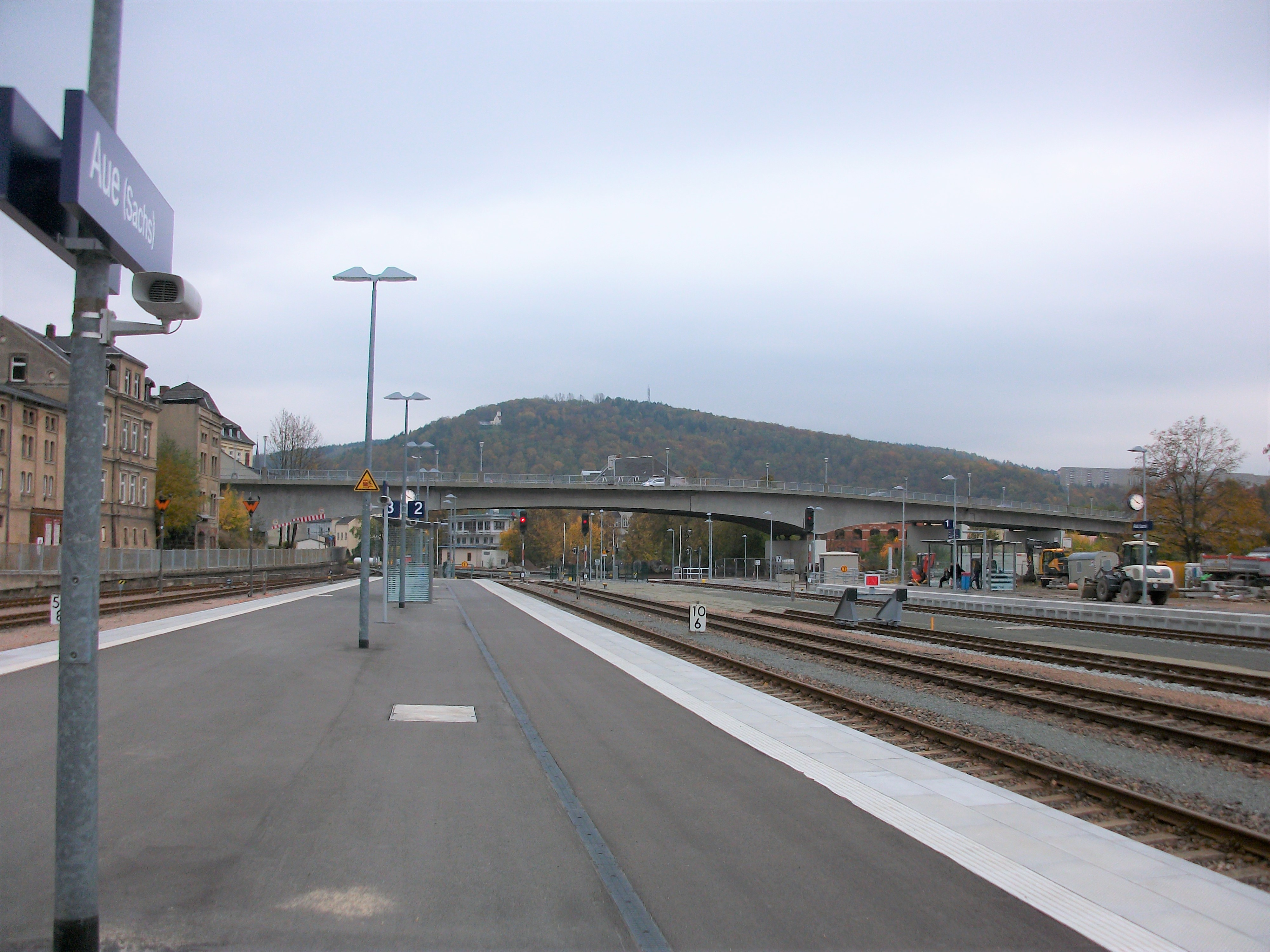
Station Aue (2016)
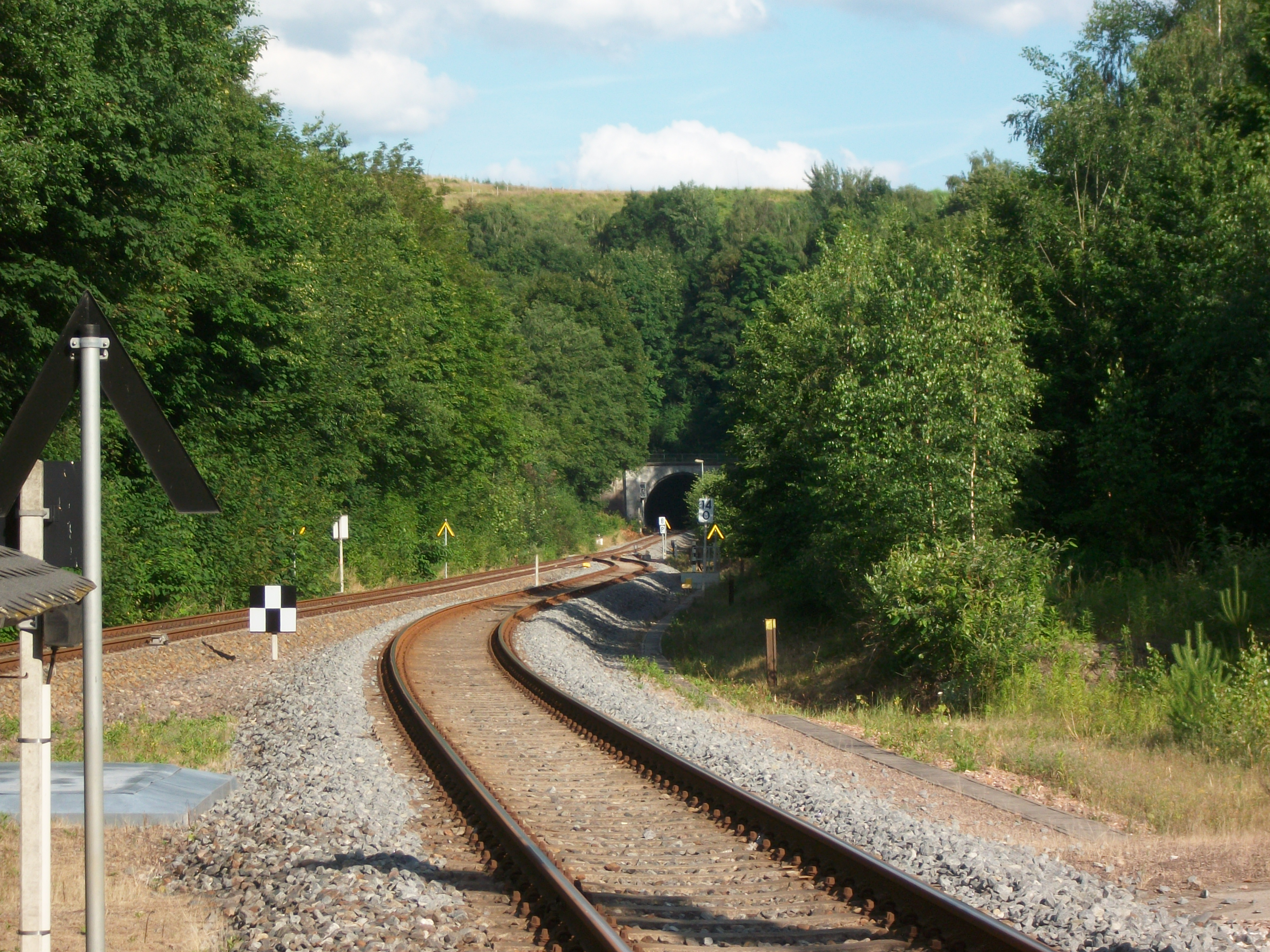
Tunnel in de spoorlijn tussen deze beide stations
Lijnennetkaart City-Bahn Chemnitz (2022)

In Aue komen de volgende hoofdverkeerswegen bijeen:
- de Bundesstraße 101 in zuidoostelijke richting naar Schwarzenberg en verder oostwaarts naar Schlettau;
- de Bundesstraße 283 in zuidelijke richting naar Bockau  en verder zuidwestwaarts naar Klingenthal en de grens met Tsjechië
- de Bundesstraße 169 in westelijke richting naar Bad Schlema,  Schneeberg en verder zuidwestwaarts naar Stützengrün en Rodewisch
- de Bundesstraße 169 in noordoostelijke richting naar Lössnitz  en verder noordwaarts naar Stollberg. Bij Stollberg-West, bijna 20 km van Aue vandaan, bevindt zich afrit 13 van de Bundesautobahn 72, de dichtst bij Aue gelegen Autobahn. Afrit 12 van de A 72 ligt bij Hartenstein; vanuit Alberoda kan men via een binnenweg noordwaarts deze afrit na 10 km bereiken.

Aue beschikt over een spoorwegstation, Station Aue, dat vanwege het industrie- en mijnbouwverleden van de stad over een groot rangeerterrein voor goederentreinen beschikt. Het station staat aan de Zwickauer Mulde, iets ten noorden van de stad. Vanwege de uraniummijnbouw zijn in deze regio de wegen en spoorwegen in de periode 1946-1991 diverse malen aangepast. Station Aue is in de jaren tot 2016 ingrijpend verbouwd en ingekrompen.
Sinds 2022 rijdt lijn C13 van de City-Bahn Chemnitz, een soort S-Bahn, tussen Chemnitz - Chemnitz Technopark - Thalheim - halte Aue Erzgebirgsstadion - station Aue v.v. (uurdienst).
Een andere, 38 km lange, lokaalspoorlijn verbindt Schwarzenberg via Station Aue met Zwickau.
Ook Bad Schlema beschikt over een spoorwegstation aan deze lijn. Stoptreinen doen beide stations, die 3½ km van elkaar verwijderd liggen één keer per uur, in beide richtingen, aan. Openbaar vervoer per bus in, van of naar deze gemeente is te verwaarlozen.

## Economie

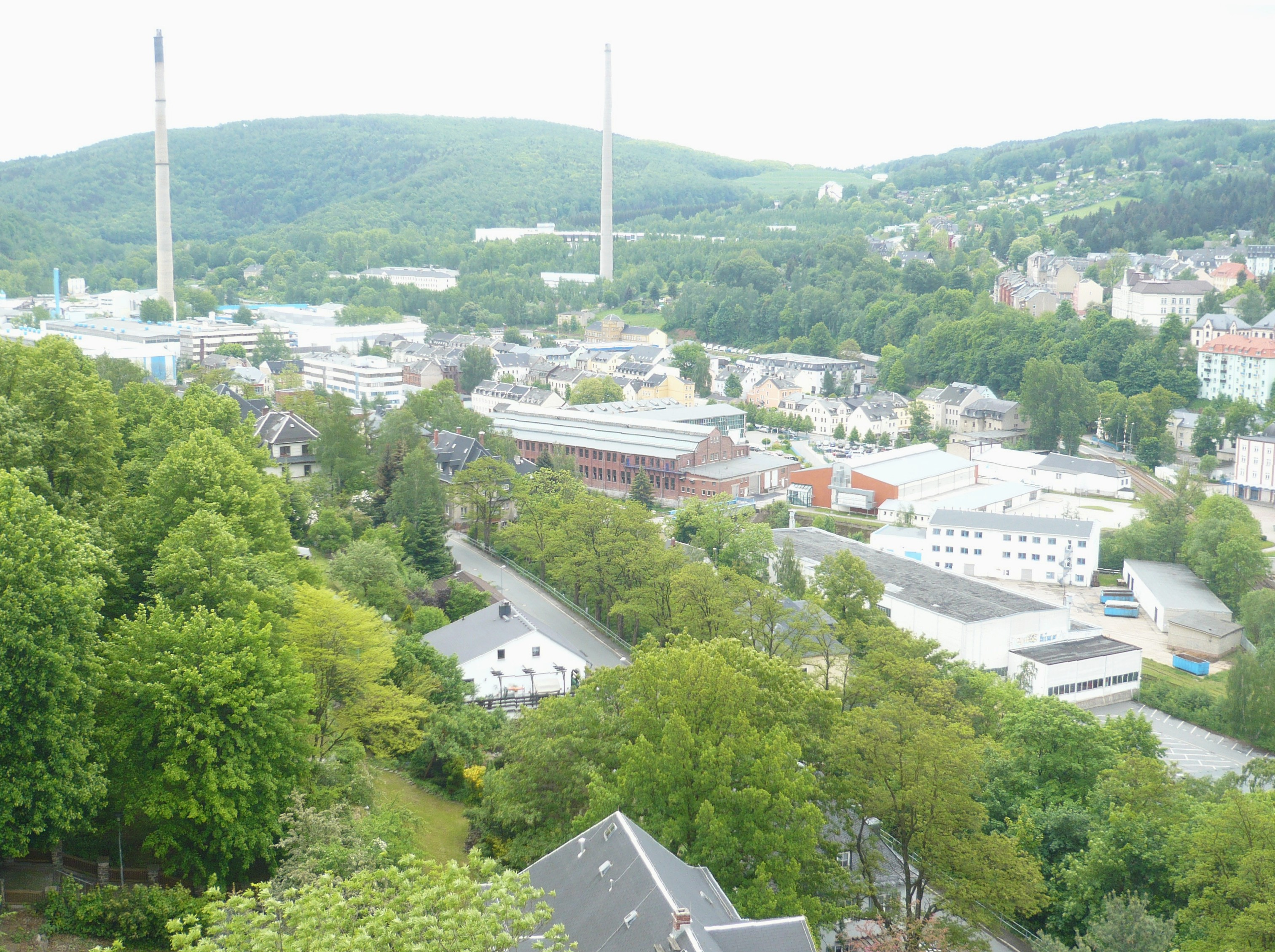
Nikkelmijn en -fabriek, Aue (de schoorsteen midden op de foto is in 2016 verwijderd)

De voornaamste bronnen van inkomsten in de gemeente, met name te Bad Schlema, zijn het toerisme en het kuurbedrijf. Bad Schlema en Wildbach zijn kuuroorden.
Aue heeft nog enige mijnbouw en metaalindustrie: de reeds sinds de 17e eeuw bestaande Nickelhütte ten oosten van het centrum had in 2020 nog 500 medewerkers. Het bedrijf dolf in het verleden verschillende metaalertsen, o.a. van nikkel en kobalt, en verwerkt deze tot allerlei halffabricaten voor andere bedrijven; de grondstoffen worden sedert circa 2000 vooral verkregen uit recycling van afval, afgedankte apparaten e.d. Ook wordt er argentaan geproduceerd, anno 2024 in een dagbouwmijn te Niederpfannenstiel.
Het ziekenhuis van Aue is met 1.000 medewerkers een van de grootste werkgevers van de gemeente. De Technische Universiteit Dresden beschouwt de instelling als een van haar academische ziekenhuizen.

## Geschiedenis

Kaart (1990) bedrijfslocaties SDAG Wismut; let op het kleine, gele vierkantje

### Algemeen
In de 16e eeuw ging bij de Reformatie de streek over tot het evangelisch-lutherse protestantisme. Tot op de huidige dag zijn meer dan 90% van alle christenen in de gemeente, en (tenzij anders vermeld) alle in dit artikel genoemde kerkgebouwen evangelisch-luthers.
Vanaf 1946, na de bezetting van het gebied door het Rode Leger, kwam het gebied eerst in de SBZ en vanaf 1949 tot 1990 in de DDR te liggen. Zowel bij Aue als bij Bad Schlema, werd nu door het staatsbedrijf Wismut AG, vanaf 1954: SDAG Wismut, tot en met 1990 uranium gedolven, bestemd voor o.a. het Sovjet-kernwapenprogramma. Wismut financierde veel activiteiten op cultureel en sportief gebied, o.a. het Kulturhaus te Aue (1958). In beide plaatsen was er vanaf 1990 sprake van bedrijfssluitingen. Mijnwerkers en fabrieksarbeiders verloren hun baan en trokken weg naar economisch sterkere gebieden elders in Duitsland. Zowel in Aue als in Bad Schlema nam het aantal inwoners sterk af.
In 1991 begon de, miljarden euro kostende en tot na 2015 durende, bodemsanering van de voormalige mijnbouwterreinen.

### Aue

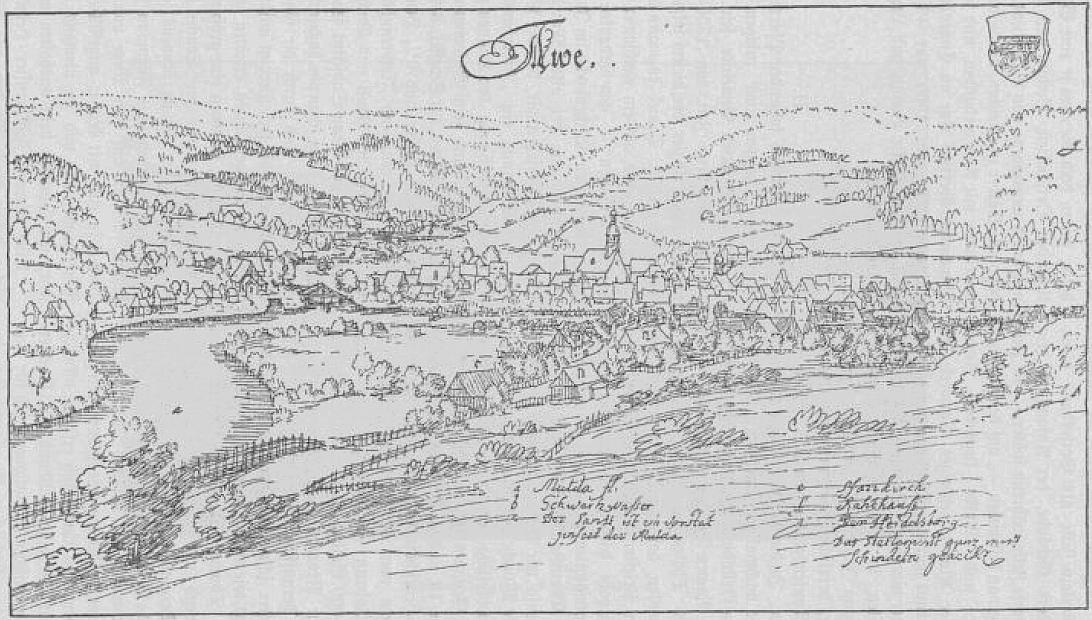
Aue op een prent uit 1628
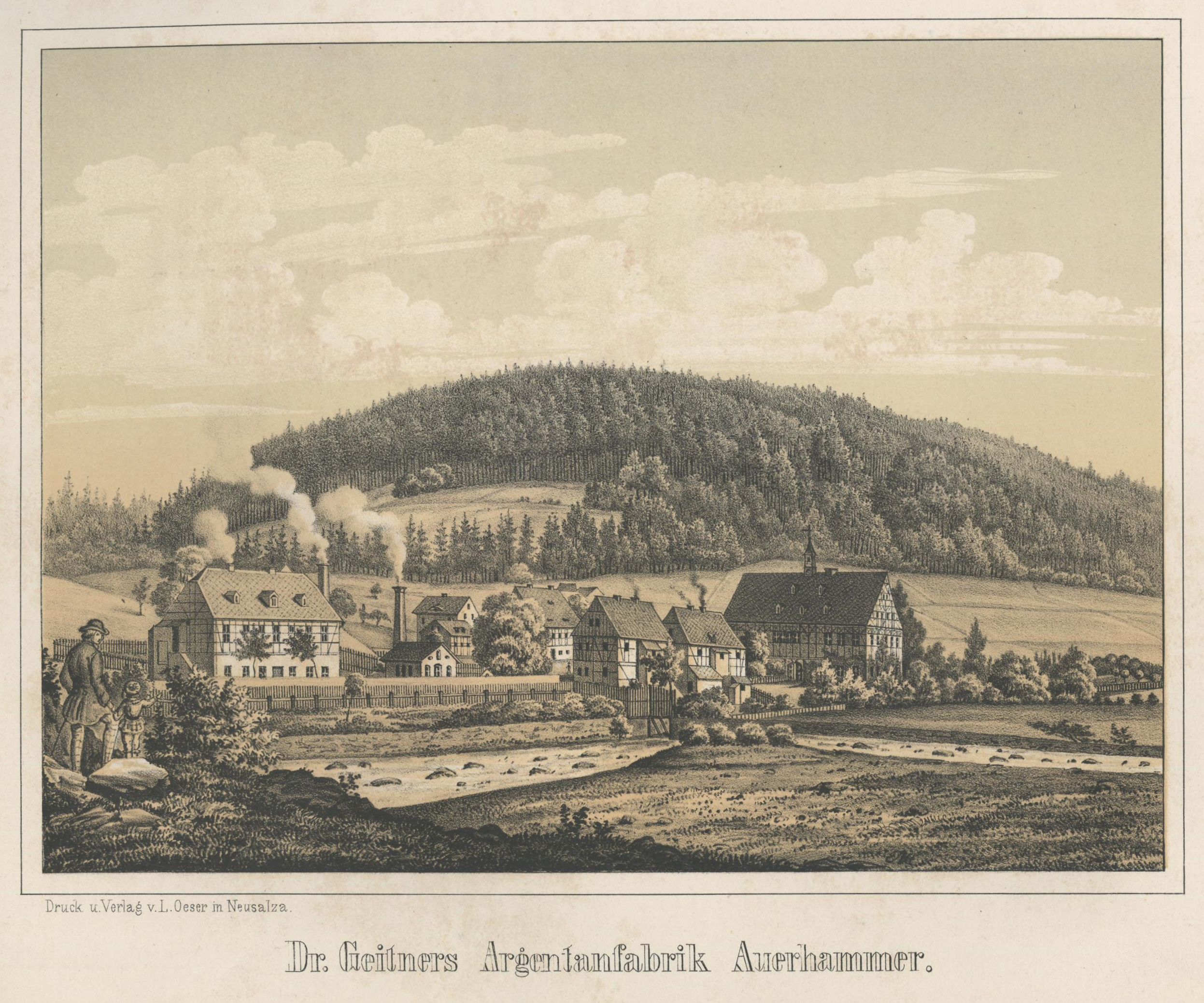
Argentaanfabriek Auerhammer, prent van omstreeks 1850
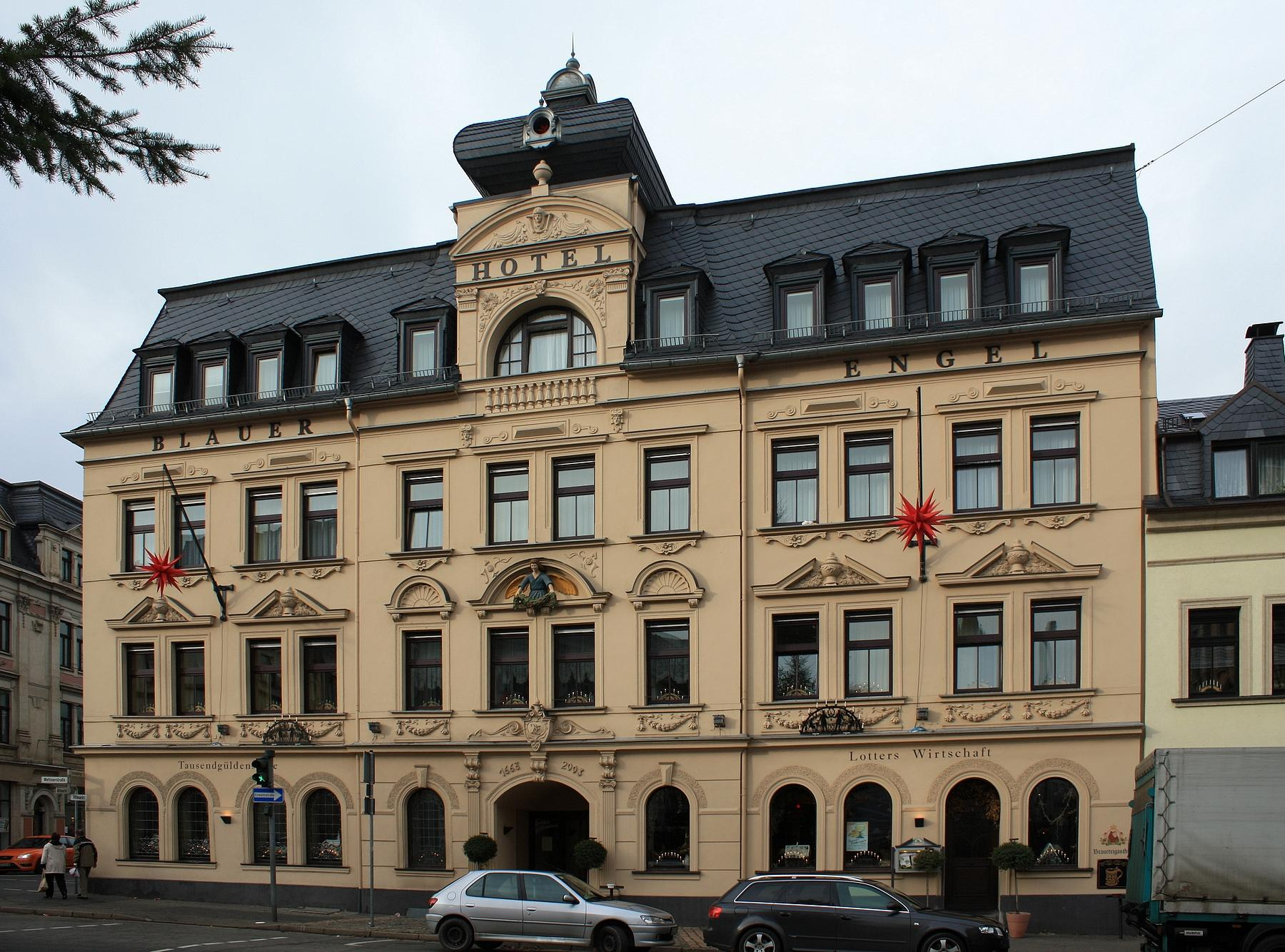
Het voor de Tweede Wereldoorlog beroemde hotel Blauer Engel te Aue
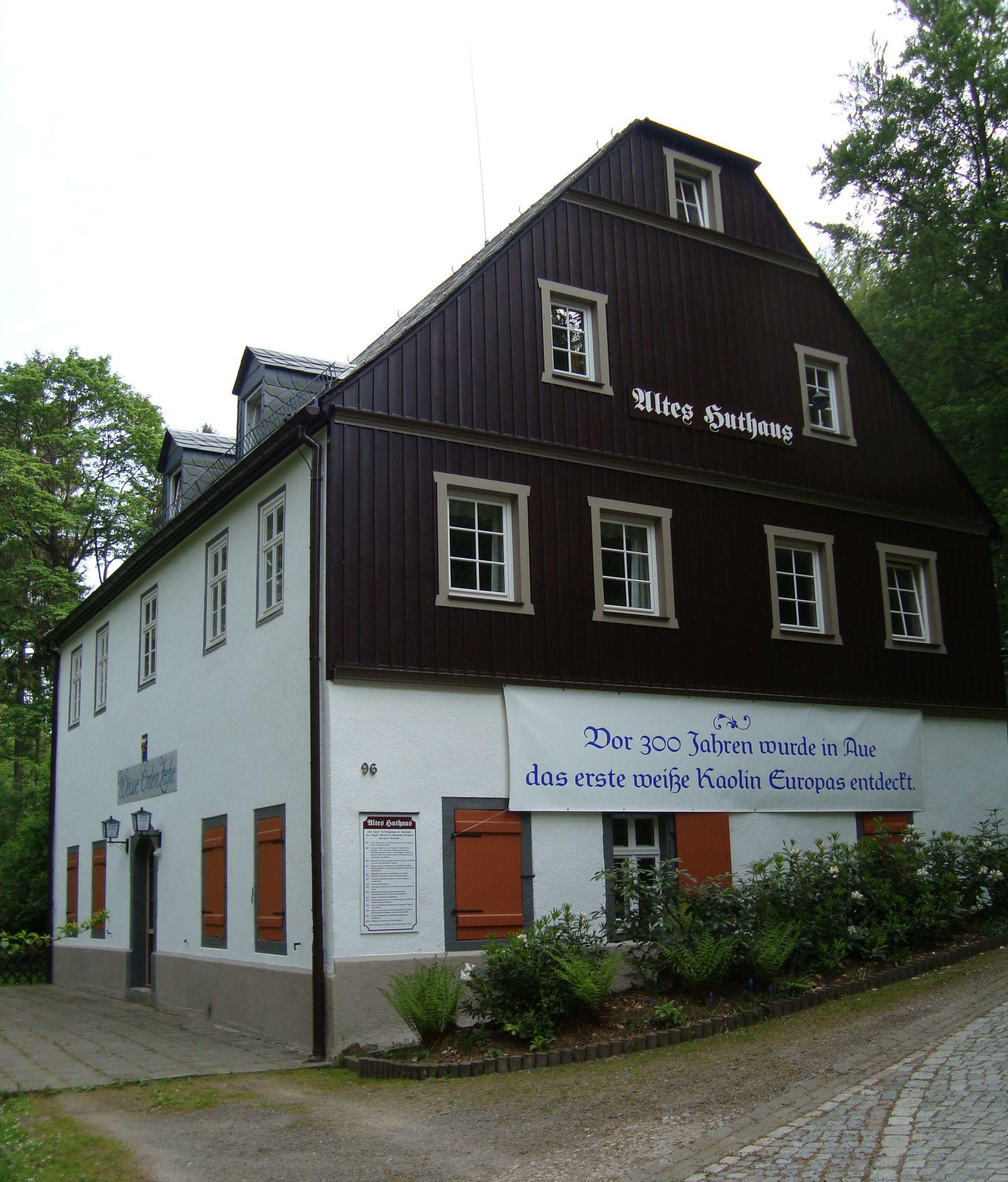
Gebouw (Huthaus) van de voormalige kaolienmijn

In 1173 ontstond in deze regio, rondom vruchtbare grond (Auen) langs de oevers van de Zwickauer Mulde en het Schwarzwasser, een klein klooster (Klösterlein Zelle) van de orde augustijner koorheren. De oudste vermelding van de plaats Aue dateert van omstreeks 1462; desondanks wordt 1173 door de gemeente beschouwd als het jaar, waarin de stad Aue is gesticht. Het kloostertje werd in 1527 opgeheven. de gebouwen en terreinen werden een riddergoed, een landgoed voor plaatselijke vazallen van de landheer, de keurvorst van Saksen. Het voormalige kloosterkerkje is sinds 1914 een rouwkapel.
Aue ligt in een rivierdal, bij de monding van enige beken. Overstromingen hebben zich in alle eeuwen, dat de plaats bestaat, regelmatig voorgedaan, en veroorzaakten grote materiële schade, en, zeker tot en met de 19e eeuw, ook verlies van mensenlevens. Rampzalig waren ook de steeds weer optredende pestepidemieën, o.a. in 1599, 1627 en 1633.
Vanaf het eind van de 15e eeuw begon men, ijzererts, tin, en in kleinere hoeveelheden zilver en kobalt uit het gesteente rondom Aue te delven. Omstreeks 1526 wordt een hamermolen voor het smeden van ijzererts voor het eerst vermeld. Naar deze Uttenhöfer Hammer, aan de Zwickauer Mulde, is de wijk Auerhammer genoemd. Een grote tinader werd te Aue aangeboord in 1661. In 1698 werd een kaoliengroeve, Weißerdenzeche Sankt Andreas, geopend. Deze mijn leverde veel kaolien voor de Meißener Porzellanmanufaktur, waar het beroemde Meissen porselein werd gemaakt, en bezat hiervoor vanaf 1711 zelfs een keurvorstelijk monopolie. De kaolienwinning duurde tot 1855.
De plaats Aue verwierf in 1627 marktrecht en omstreeks 1633 stadsrecht. In die tijd woedde echter de Dertigjarige Oorlog, en nog in 1633 werd de plaats door Kroatische huursoldaten geplunderd en verwoest. Daarbij ging ook het stadsarchief verloren. Aue had ook veel te lijden in de Zevenjarige Oorlog (1756-1763).
Vanaf 1823 is in Aue argentaan geproduceerd, tot op de huidige dag, anno 2024 in een dagbouwmijn te Niederpfannenstiel. Van argentaan maakt men lepels, vorken, messen en ander bestek. De 19e eeuw bracht het plaatsje een grote economische groei door de aansluiting op het spoorwegnet (1858) en vestiging van verscheidene fabrieken in uiteenlopende branches.  In 1839 was de bevolking al tot meer dan duizend mensen gestegen, in 1895 tot circa 8.000. Al deze ontwikkelingen hebben er ook toe geleid, dat in Aue nog maar zeer weinig gebouwen van vóór circa 1880 bestaan.
Tijdens de Eerste en de Tweede Wereldoorlog kwam het voor, dat krijgsgevangenen dwangarbeid moesten verrichten in mijnen en fabrieken in en om Aue. Een klein aantal Joden uit de stad werd in de holocaust naar concentratie- en vernietigingskampen gevoerd en daar vermoord. 
Aan het eind van de oorlog, in april 1945, was er sprake van verwarring tussen de geallieerden. Een gebied rondom Schwarzenberg en Aue was tot half juni 1945 noch door Russen, noch door Amerikanen bezet; wel patrouilleerden Amerikaanse soldaten af en toe door dit 1500 à 2000 km2 grote gebied. Vanaf 1997 werd dit gebied in boeken en tijdschriftartikelen en op internet als Vrije Republiek Schwarzenberg, met als munteenheid een slof sigaretten, aangeduid, hetgeen waarschijnlijk een sterk vertekende omschrijving van dit tijdelijke niemandsland was. In juni 1945 ten slotte werd het gebied, conform de overeenkomsten van Jalta, aan de bezettingstroepen van de Sovjet-Unie toegewezen. 
In de eerste naoorlogse jaren werd er door Wismut op grote schaal uranium gedolven, wat in Aue leidde tot een toename van het aantal inwoners tot 40.000 en de bouw van veel goedkope, soms bouwkundig slechte, woningen. Na de modernisering van de mijnen rond 1960 daalde het bevolkingscijfer geleidelijk weer tot 20.000, omdat er minder mijnwerkers nodig waren.
Na de Duitse hereniging van 1990 werd de uraniumwinning beëindigd. Ook andere grote fabrieken, die in de DDR-periode in de stad gevestigd waren geweest, bleken naar westerse standaarden economisch niet levensvatbaar, en moesten bijna allemaal sluiten. Wel kwam er vervangende werkgelegenheid voor terug, in de bodemsanering van de vroegere uraniummijnen en later in modern midden- en kleinbedrijf, van plaatselijke en regionale betekenis. De laatste textielfabriek van Aue leidde nog tot 2024 een kwijnend bestaan en ging tegen het eind van dat jaar failliet.

### Bad Schlema

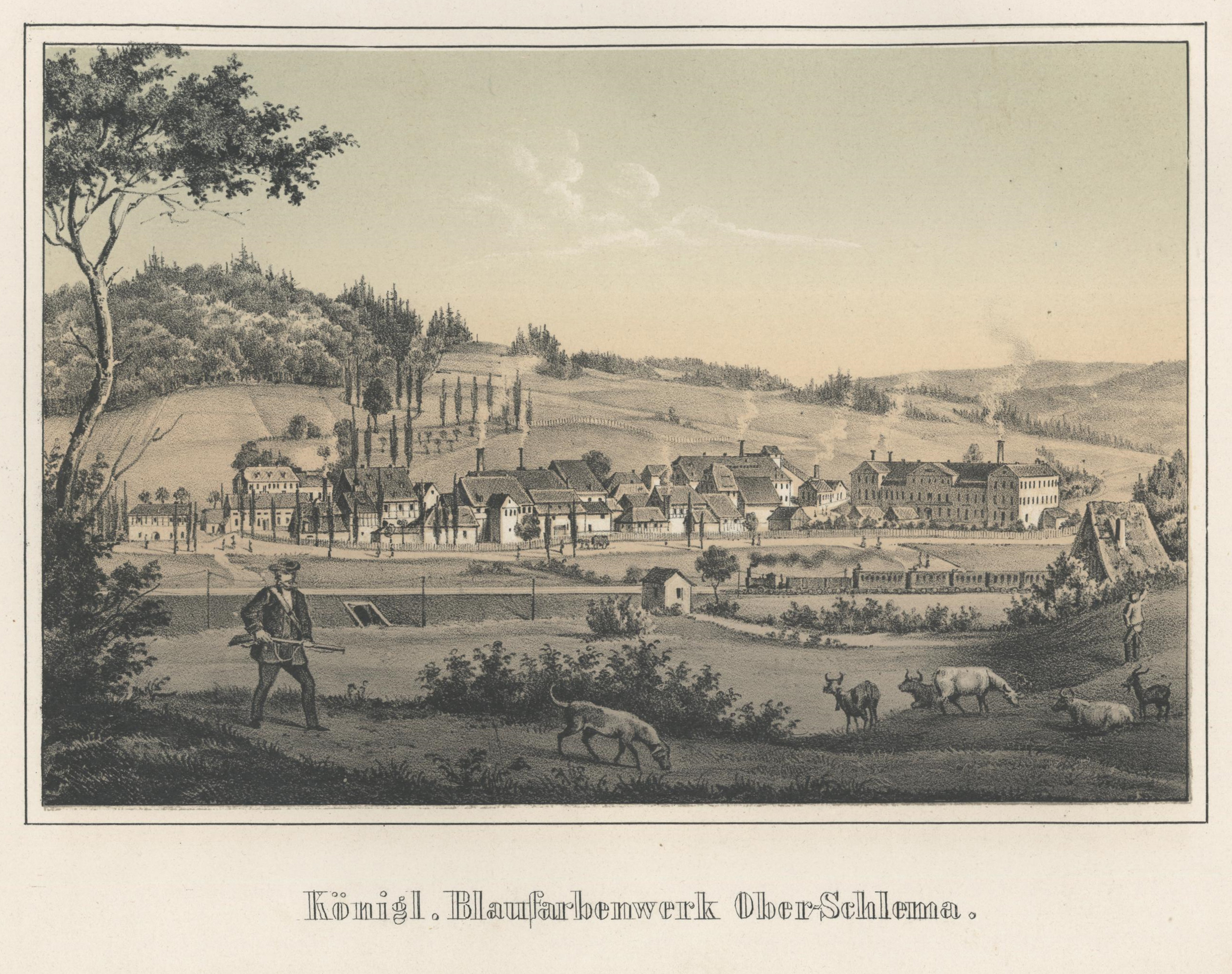
Koninklijk Saksisch Blaufarbenwerk, Oberschlema, prent uit 1856
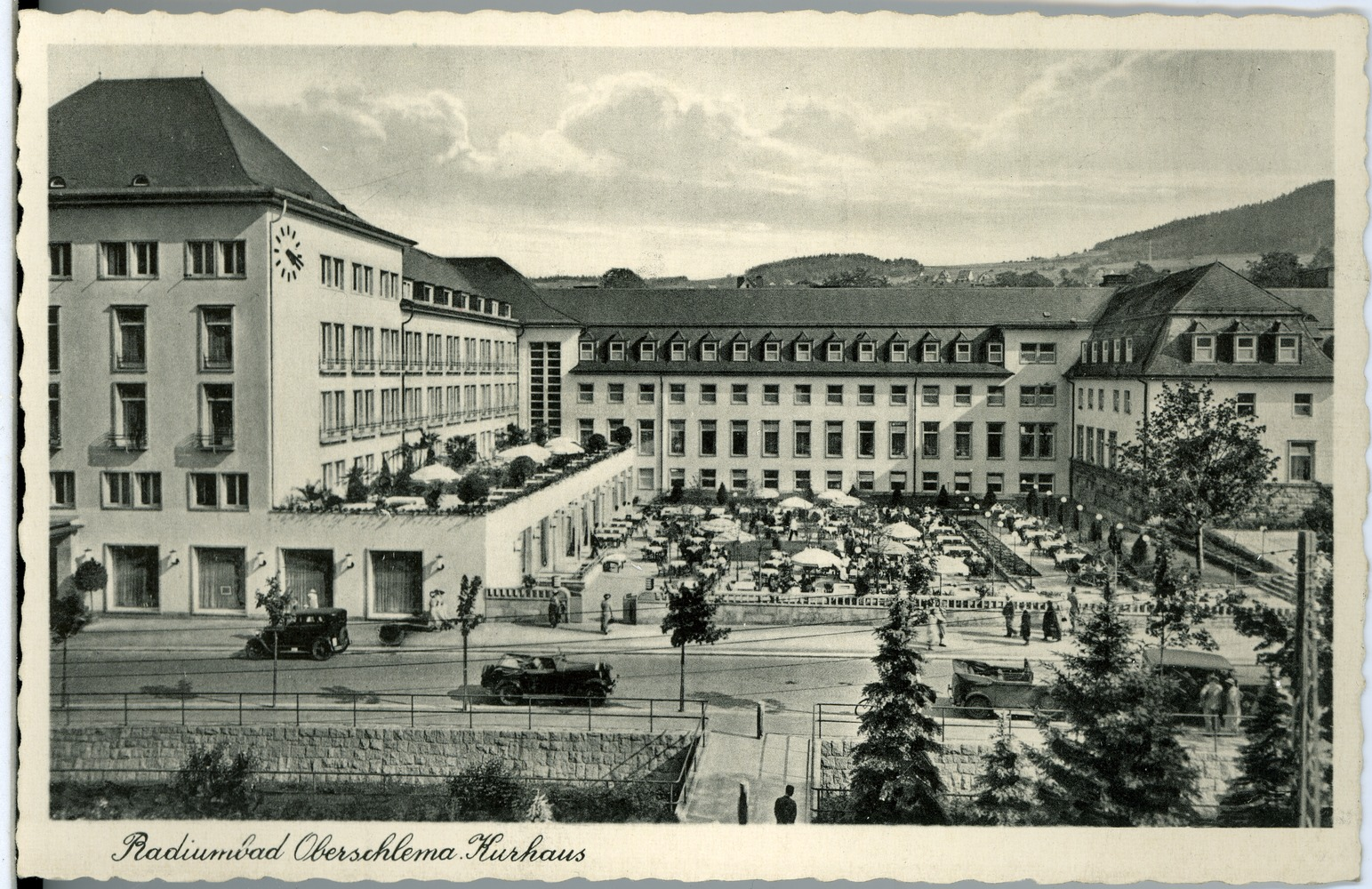
Kurhaus te Oberschlema, 1936
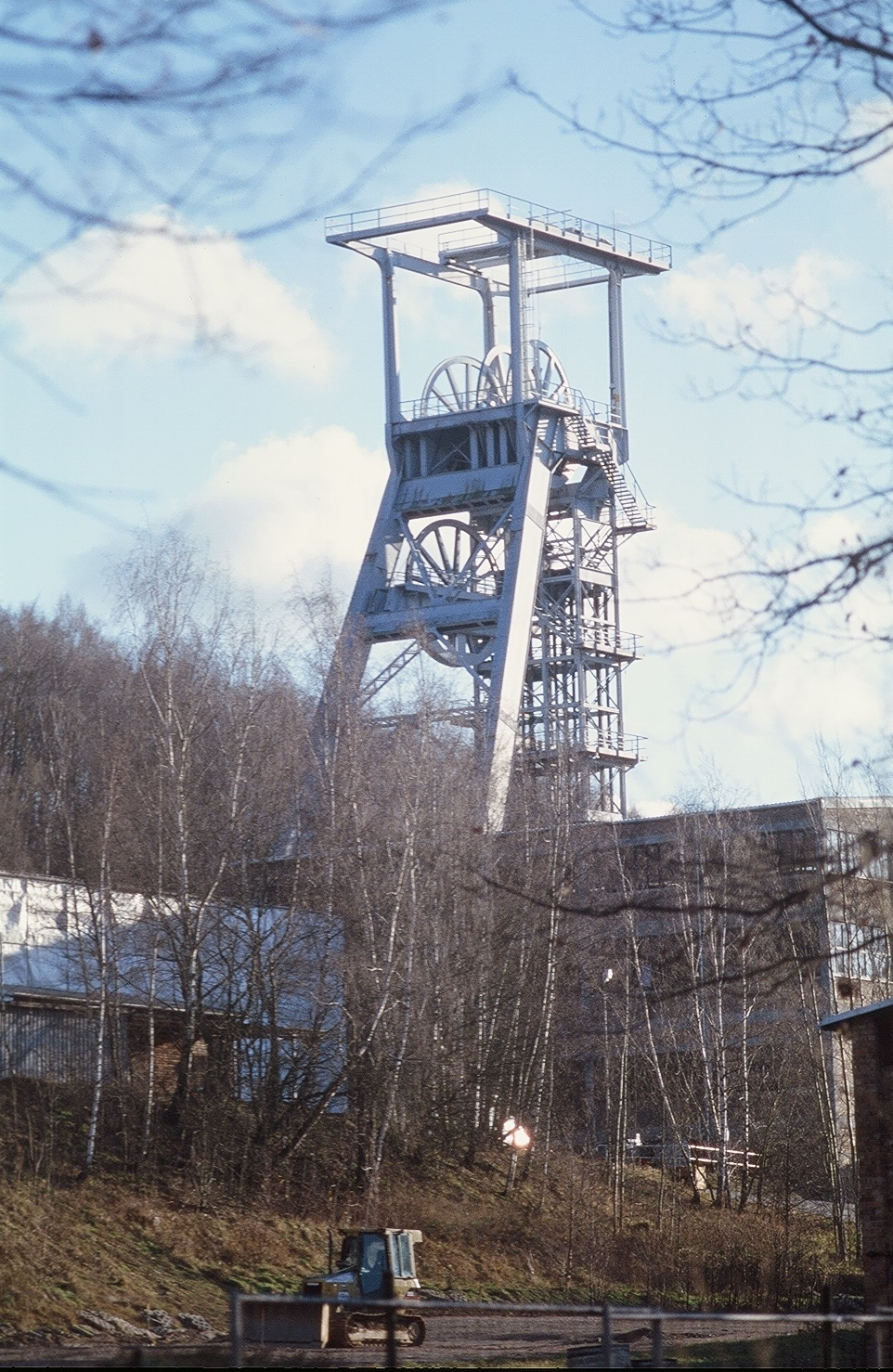
Mijnschacht 371, Hartenstein, bij Niederschlema-Alberoda (nr. 10 op de kaart)
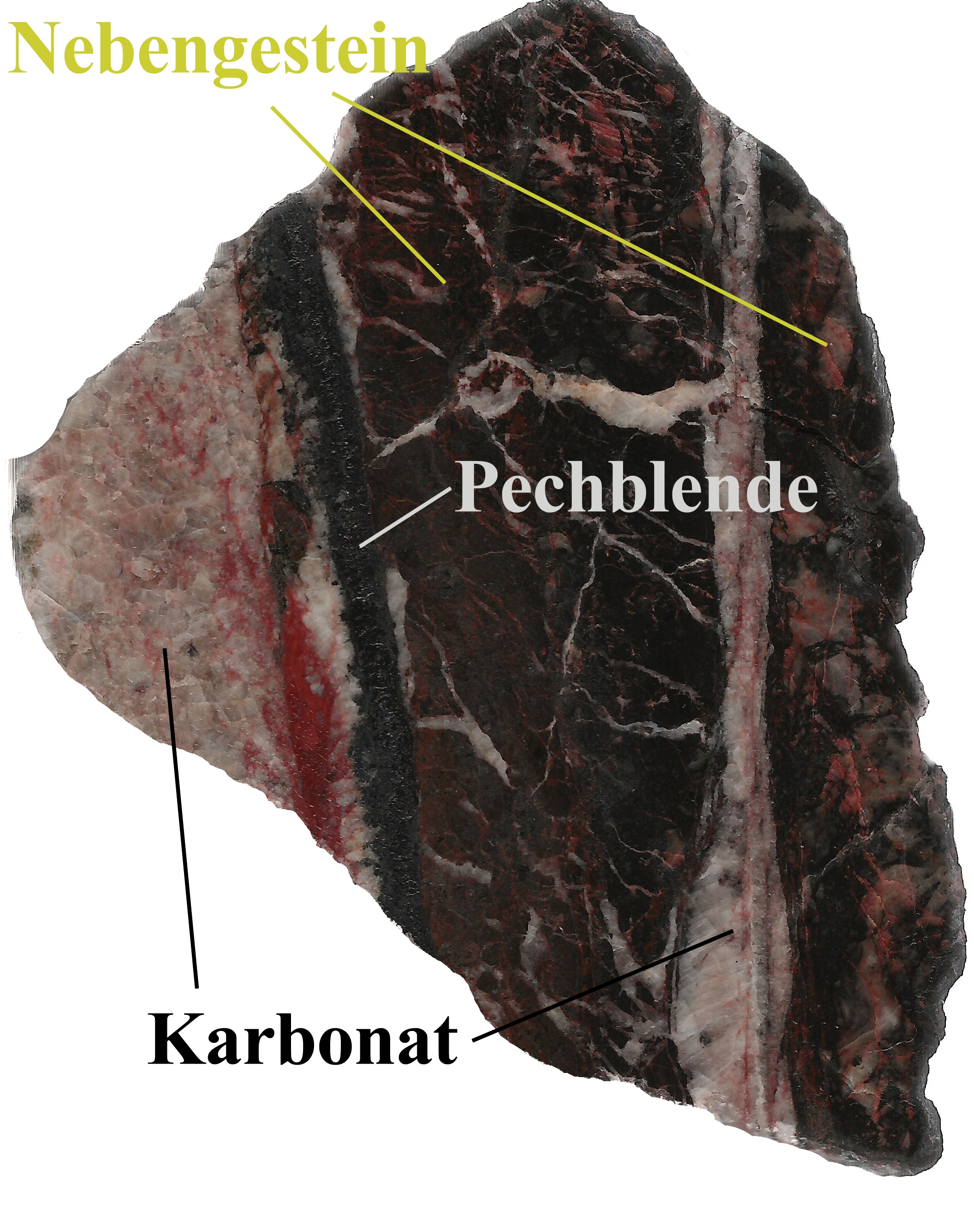
Een stuk erts met pekblende, een uranium bevattend mineraal, uit deze schacht opgedolven
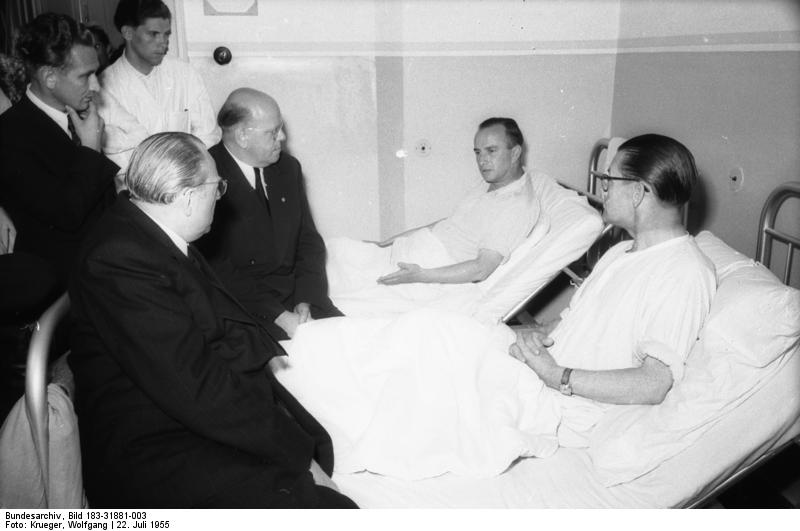
22 juli 1955: Premier Otto Grotewohl en minister Karl Schirdewan bezoeken gewonden van de mijnramp van juli 1955 in het ziekenhuis
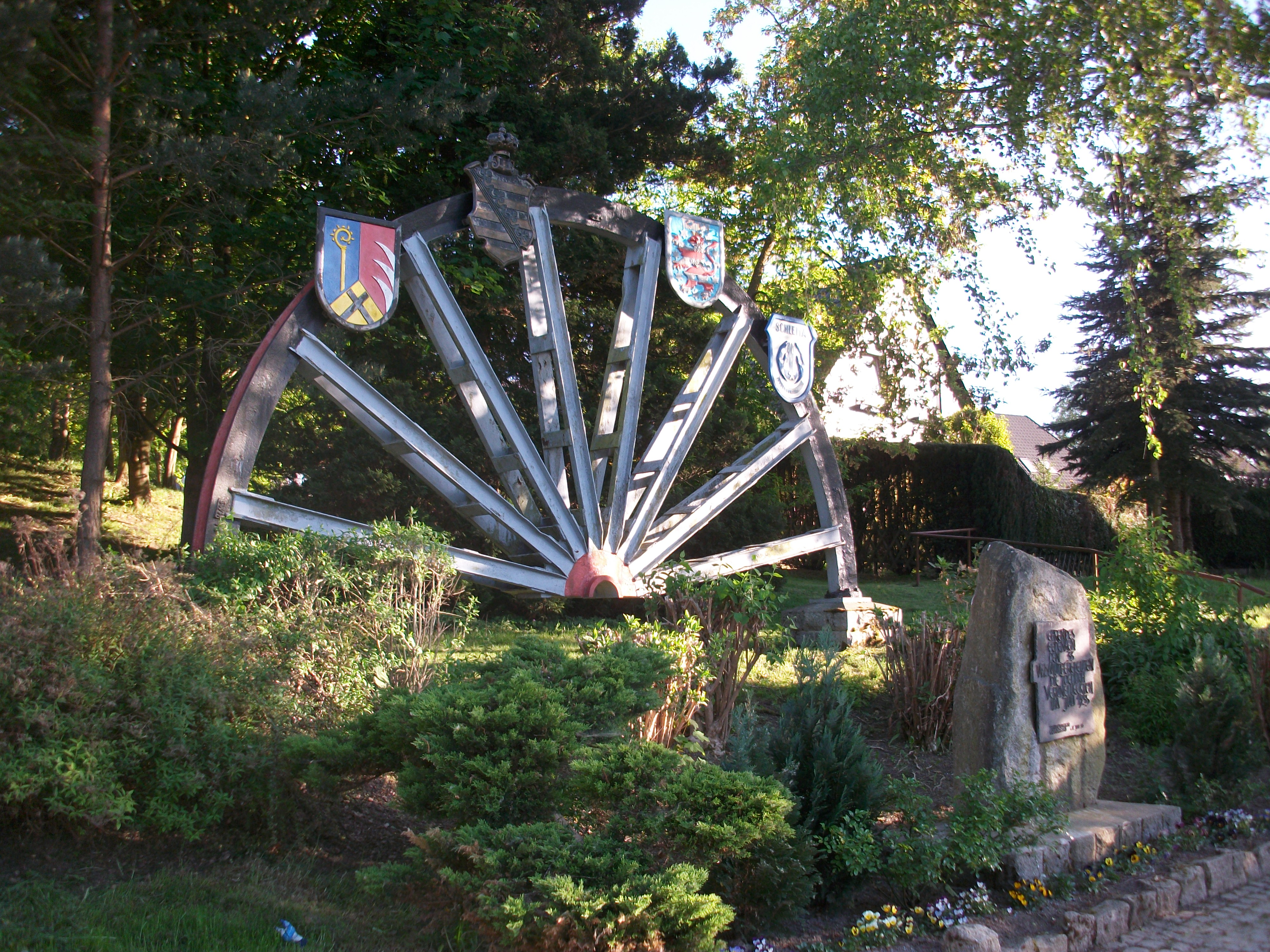
Monument slachtoffers mijnongeluk juli 1955

Bad Schlema ontstond uit de beide dorpen Ober- en Niederschlema, die beide sedert de 13e eeuw enige mijnbouw kenden. Beroemd werd Oberschlema door zijn Blaufarbenwerk, dat van 1644 tot 1956 bestond. Hier werd uit kobalthoudende ertsen het pigment smalt en de daarvoor benodigde grondstof saffloer geproduceerd. Ook werd er sinds het eind van de 16e eeuw in papiermolens hoogwaardig papier gemaakt. In de 19e eeuw groeide het tweelingdorp Ober- en Niederschlema sterk door toenemende industrialisering. Sinds 1858 had Niederschlema een spoorwegstation; omstreeks 1910 hadden zowel Ober- als Niederschlema meer dan 2.500 inwoners.
Omstreeks 1910 werd ontdekt, dat minerale bronnen in het huidige Bad Schlema radium en radon bevatten. Men geloofde, dat het baden in of drinken van water uit deze bronnen geneeskrachtig was. Spoedig werd Oberschlema een van de belangrijkste radiumbaden ter wereld; in 1924 mocht het de titel Radiumbad Oberschlema voeren. Tot ver in de Tweede Wereldoorlog bloeide dit kuurbedrijf. 
Bij Niederschlema zijn in april 1945 83 gevangenen uit het nevenkamp Mülsen–St. Micheln van het concentratiekamp Flossenbürg tijdens een dodenmars door SS'ers vermoord. Ter plaatse is te hunner gedachtenis een gedenkteken opgericht.
Vanaf 1946 echter, na de bezetting van het gebied door het Rode Leger, kwam het gebied eerst in de SBZ en vanaf 1949 in de DDR te liggen. Ter plaatse werd nu door het staatsbedrijf Wismut uranium gedolven (object O2), bestemd voor o.a. het Sovjet-kernwapenprogramma. Het kuurcentrum, en grote delen van het dorp Oberschlema vielen aan de mijnbouw ten offer; de evangelisch-lutherse kerk werd in 1953 door nieuwbouw elders vervangen. Op 16 juli 1955 gebeurde in de mijn te Oberschlema een ernstig ongeluk. Door een ondergrondse brand kwamen 33 mensen om het leven, en er vielen 106 gewonden, onder wie veel leden van reddingsploegen. Ter gedachtenis aan deze ramp werd later een monument opgericht. De mijnbouw eindigde in 1990, kort na de Duitse hereniging.
In 1953 werd te Bad Schlema de Frauenklink, een van de grootste kraamklinieken in de verre omtrek, geopend. Dit ziekenhuis verhuisde in 2000 naar Aue.
In 1991 begon de bodemsanering van het voormalige mijnbouwterrein. In 1998 waren, op de grens met Schneeberg, op de Gleesberg, weer radon bevattende bronnen aangeboord en werd het kuurbedrijf heropend, waarvan het kuurcentrum anno 2024 de naam Actinon draagt. In 2005 mocht Schlema het woordje Bad weer vóór de plaatsnaam voegen, en in 2023 werd door de deelstaat Saksen  het officiële predicaat staatlich anerkannter Kurort verleend.

## Bezienswaardigheden, toerisme, evenementen

### Aue
- De zowel van buiten als van binnen neogotische Sint-Nicolaaskerk (Nikolaikirche) van Aue dateert uit 1893.
- De uit 1912 daterende Friedenskirche (Vredeskerk) vertoont in de bouw en inrichting jugendstil-kenmerken. Markant is vooral het orgel in dit godshuis.
- Het kerkje van Klösterlein Zelle heeft een altaarstuk uit de tweede helft van de 17e eeuw.
- Altmarkt (stadsplein met terrasjes, winkels e.d.)
- Stadsmuseum Aue (streekmuseum)
- De dierentuin (Mini-Zoo), gespecialiseerd in het houden van kleine diersoorten, aan de B 101 aan de zuidkant van het centrum
- Jaarlijkse kerstmarkt Auer Raachermannelmarkt
- Mijnbouwmuseum (Besucherbergwerk Vestenburger oder Irrgänger Stolln)
- Tussen de dorpen en steden door liggen nog stukken bebost heuvelland, waar hier en daar fraaie, ook lange, wandelingen mogelijk zijn.

### Bad Schlema
- Nieuw kuurcentrum en -park
- Mijnbouwmuseum (Besucherbergwerk Markus-Semmler-Stollen); deze mijn, met ingang te Niederschlema, is vanaf 1503 vooral aangelegd voor de waterhuishouding en ventilatie van andere mijnen. Naar eigen zeggen van de beheerders is de Markus-Semmler-Stolln met 220 km lengte de langste mijngang van Duitsland.[6] De mijn behoort tot het Wereldcultuurerfgoed Montanregion Erzgebirge/Krušnohoří.
- Kulturhaus Aktivist (1952), gebouwd als een voor de DDR typisch club- en cultuurcentrum, vooral voor de mijnwerkers van Wismut; sedert de Wende is er het plaatselijke historische museum in gevestigd, met aandacht voor de geschiedenis van Bad Schlema, dat beurtelings een kuuroord en een mijnstadje is geweest. Enkele andere vertrekken worden nog gebruikt voor kleinschalige evenementen.
- Educatieve wandelroute Bergbau- und Sanierungslehrpfad Bad Schlema, lengte 9,1 km,  met als thema de uraniummijnbouw tot 1990 en de bodemsanering van de mijnterreinen vanaf 1990

## Afbeeldingen

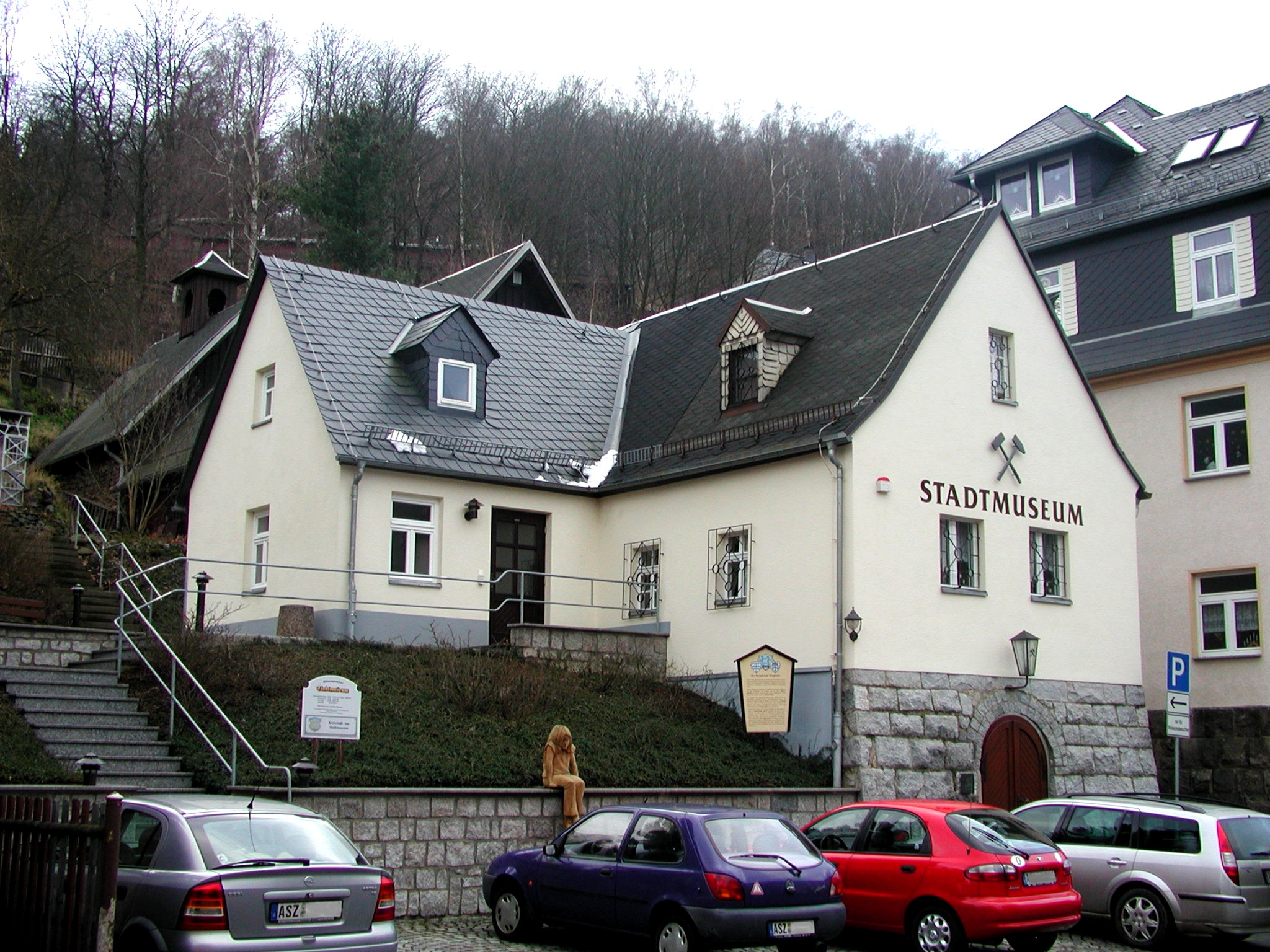
Stadsmuseum Aue
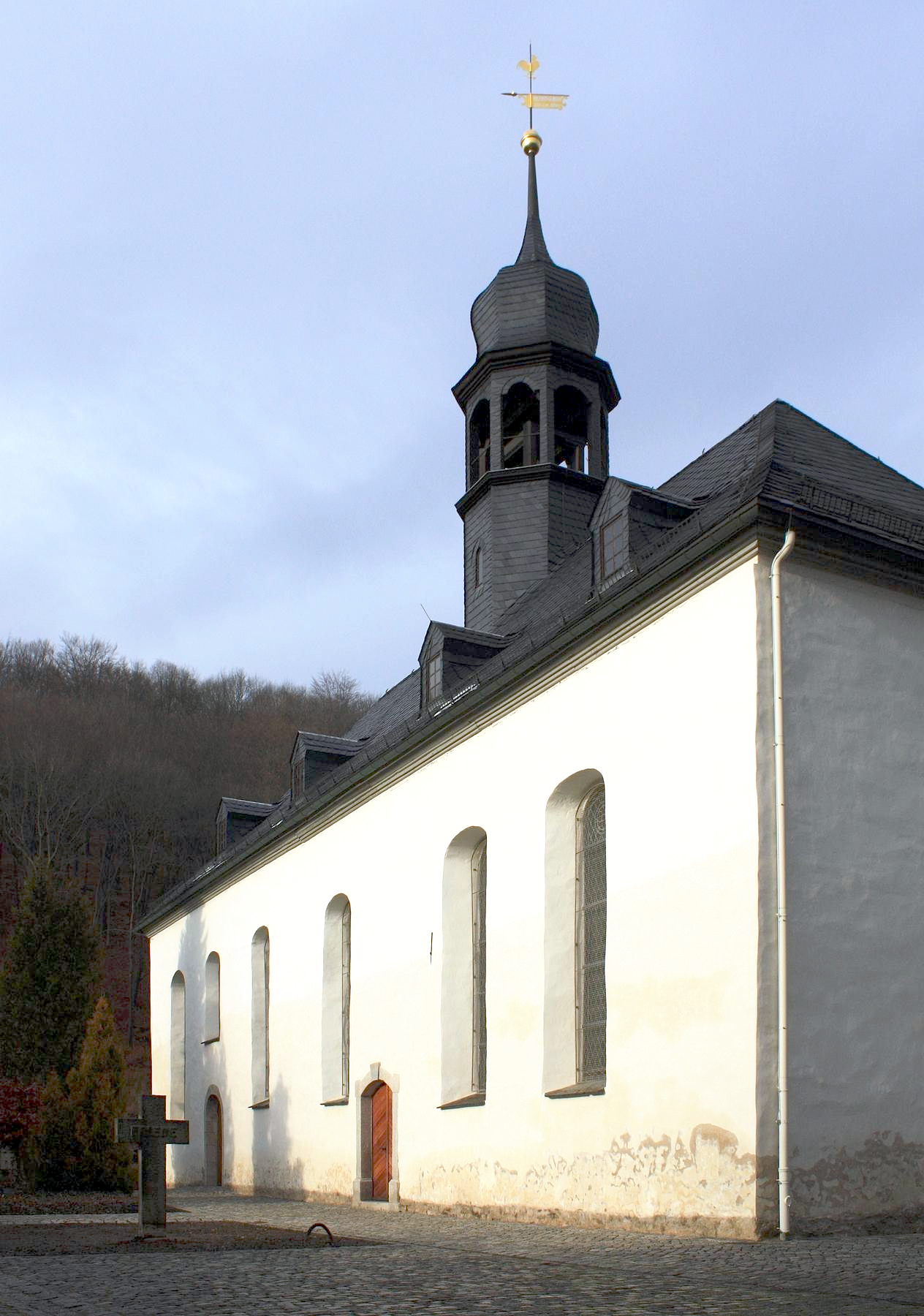
Kerkje Klösterlein Zelle
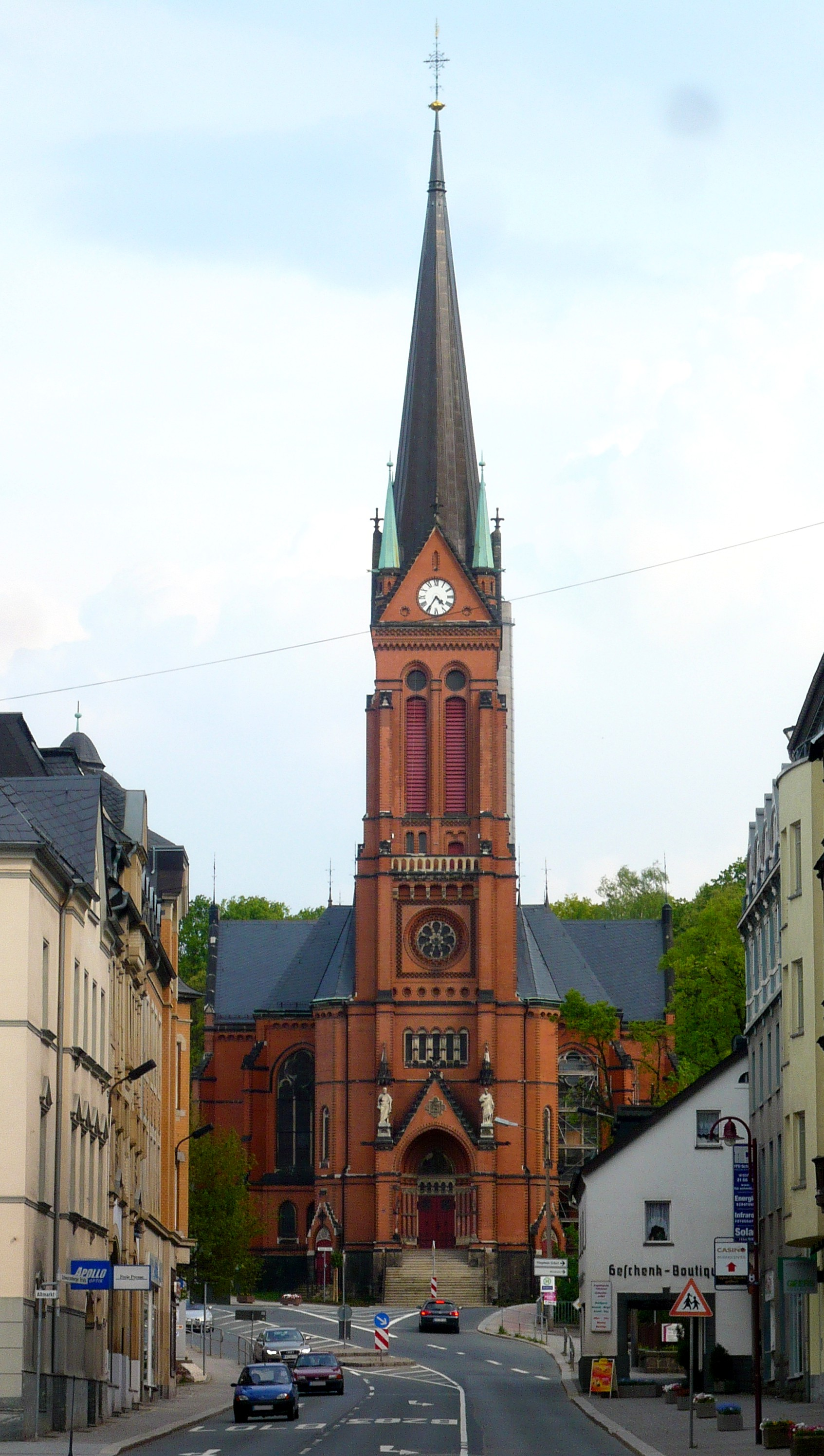
Sint-Nicolaaskerk
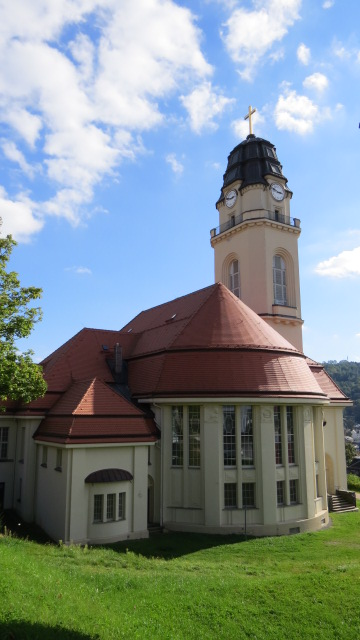
Friedenskirche (Vredeskerk), Aue-Zelle
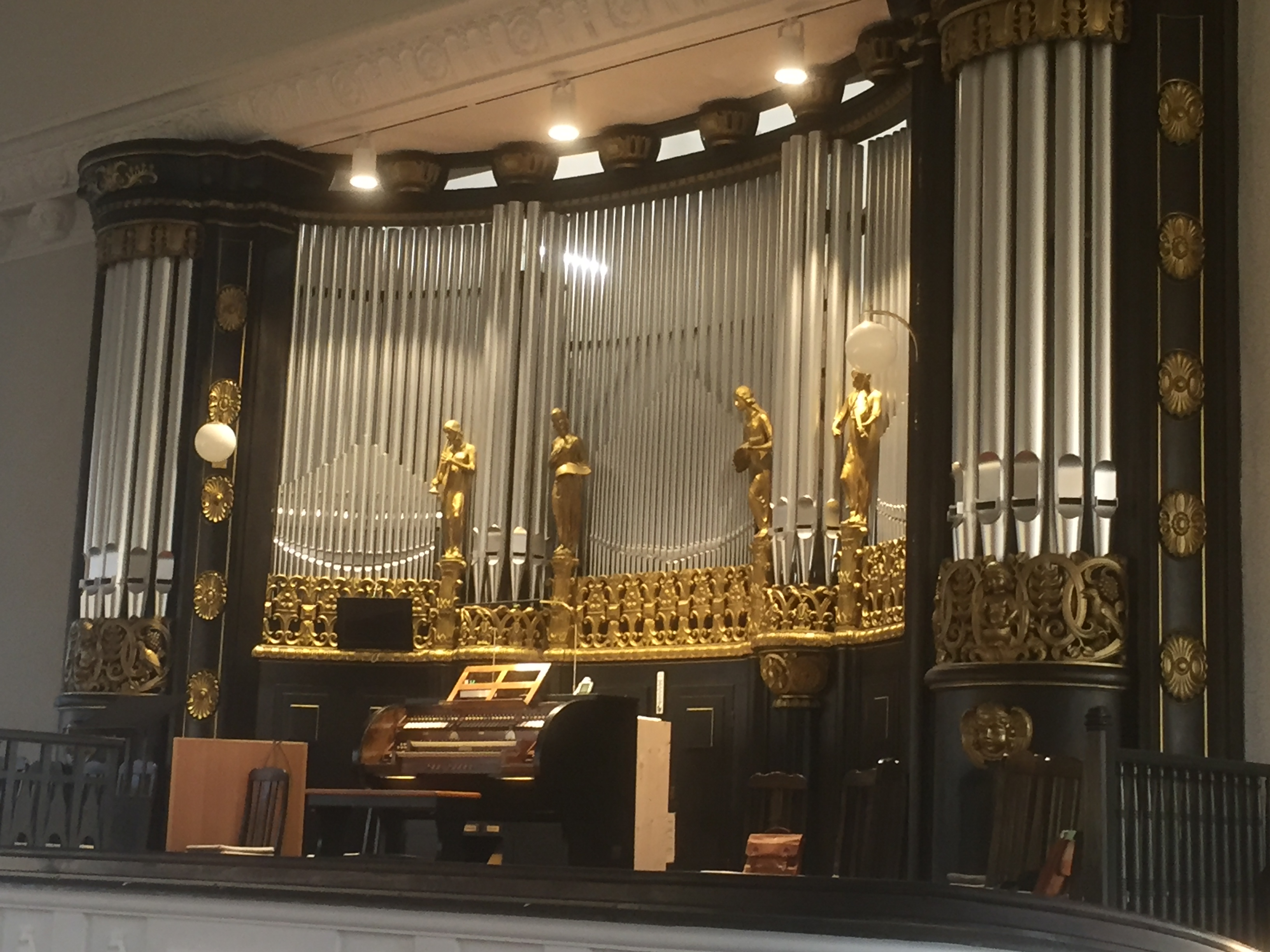
Orgel in deze kerk (1914)
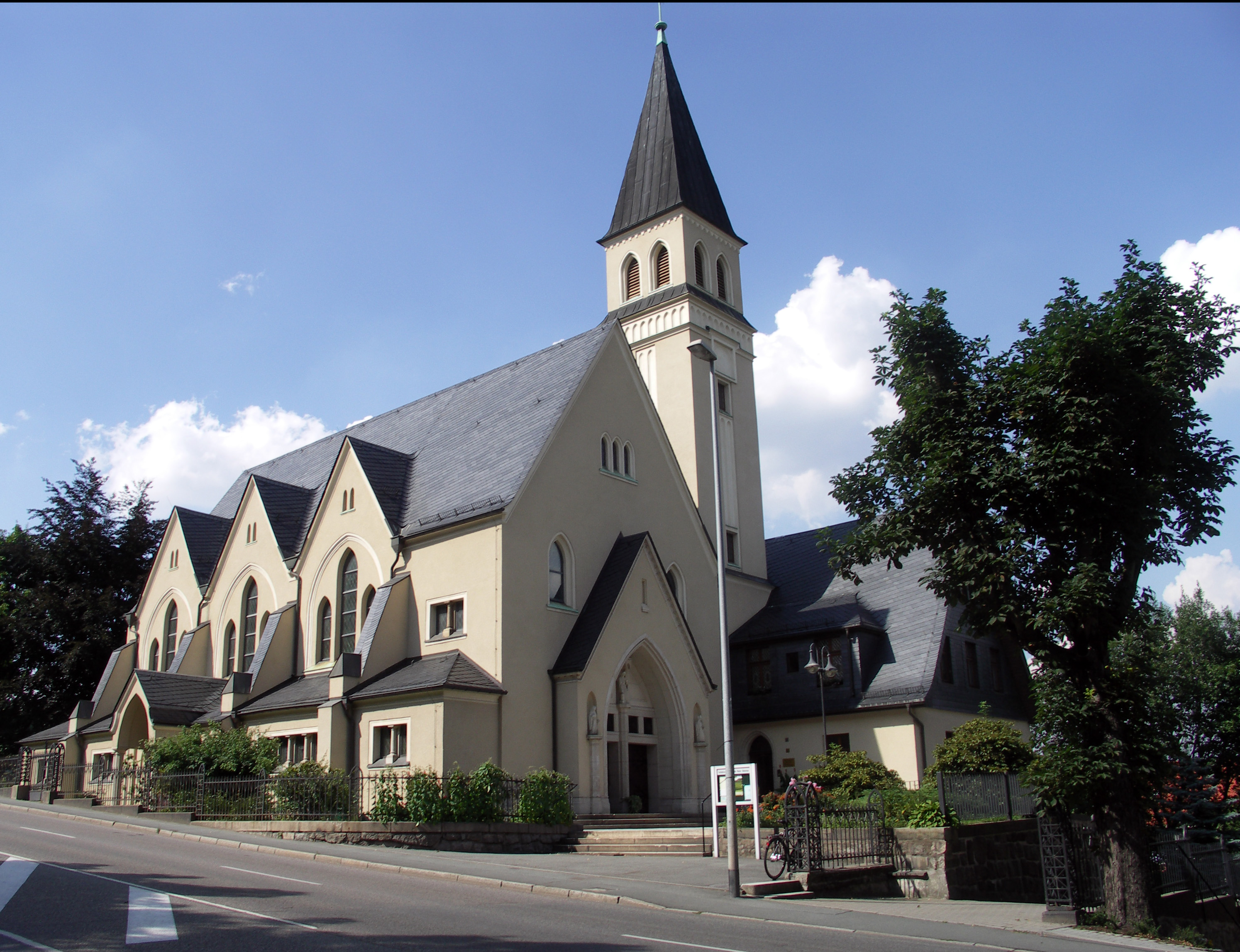
Aue, rooms-katholieke Mater-Dolorosakerk (1915)
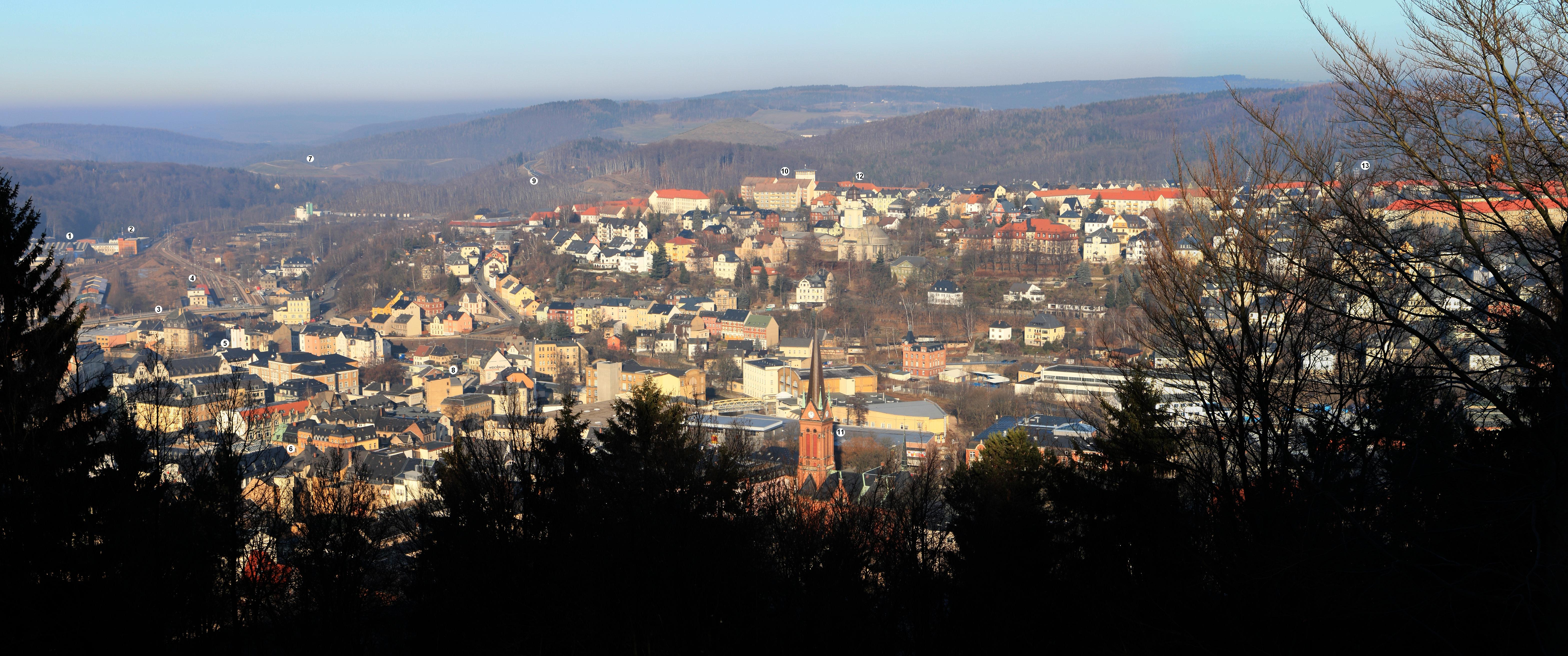
Panorama van Aue
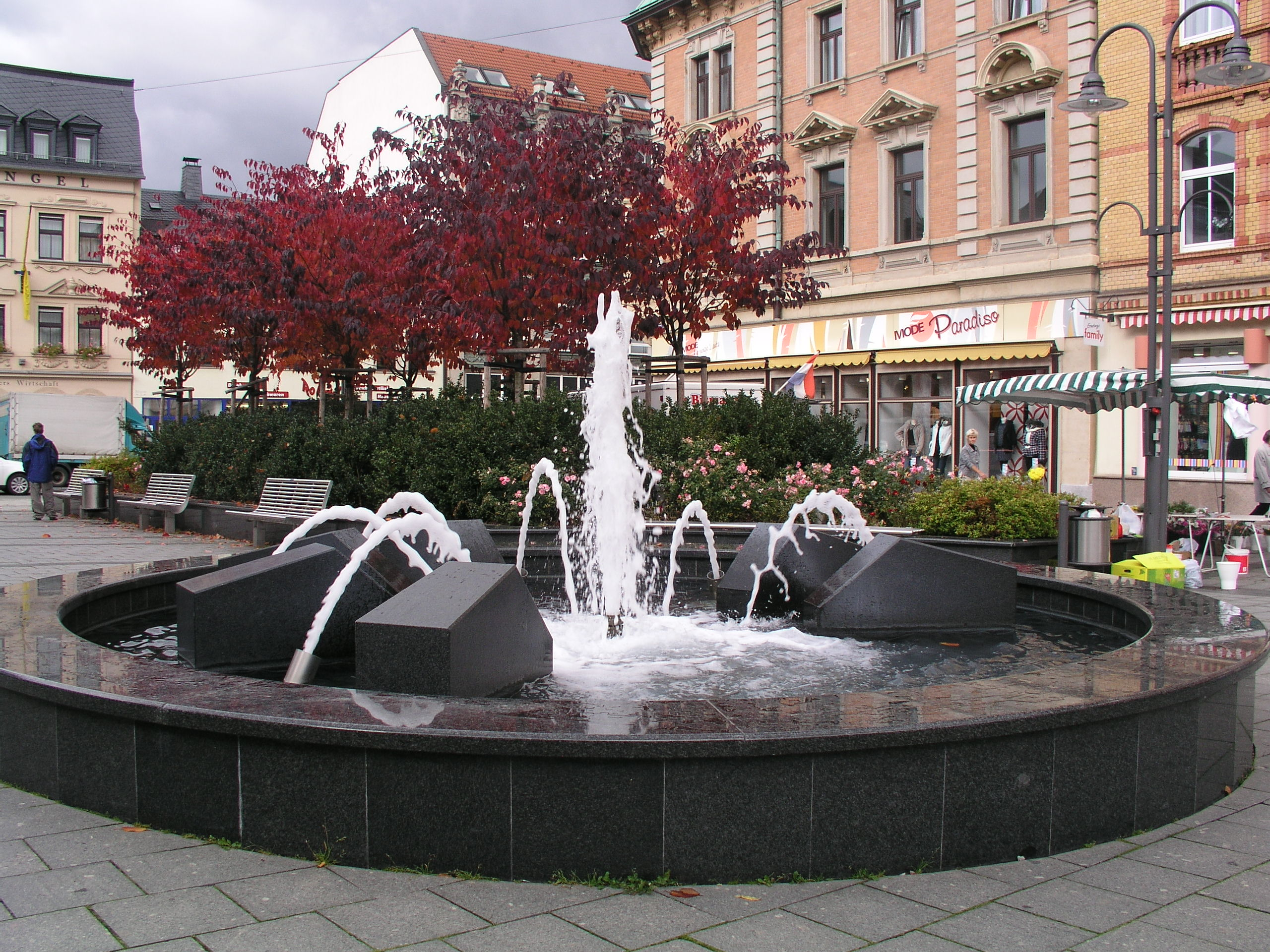
Fontein op de Altmarkt
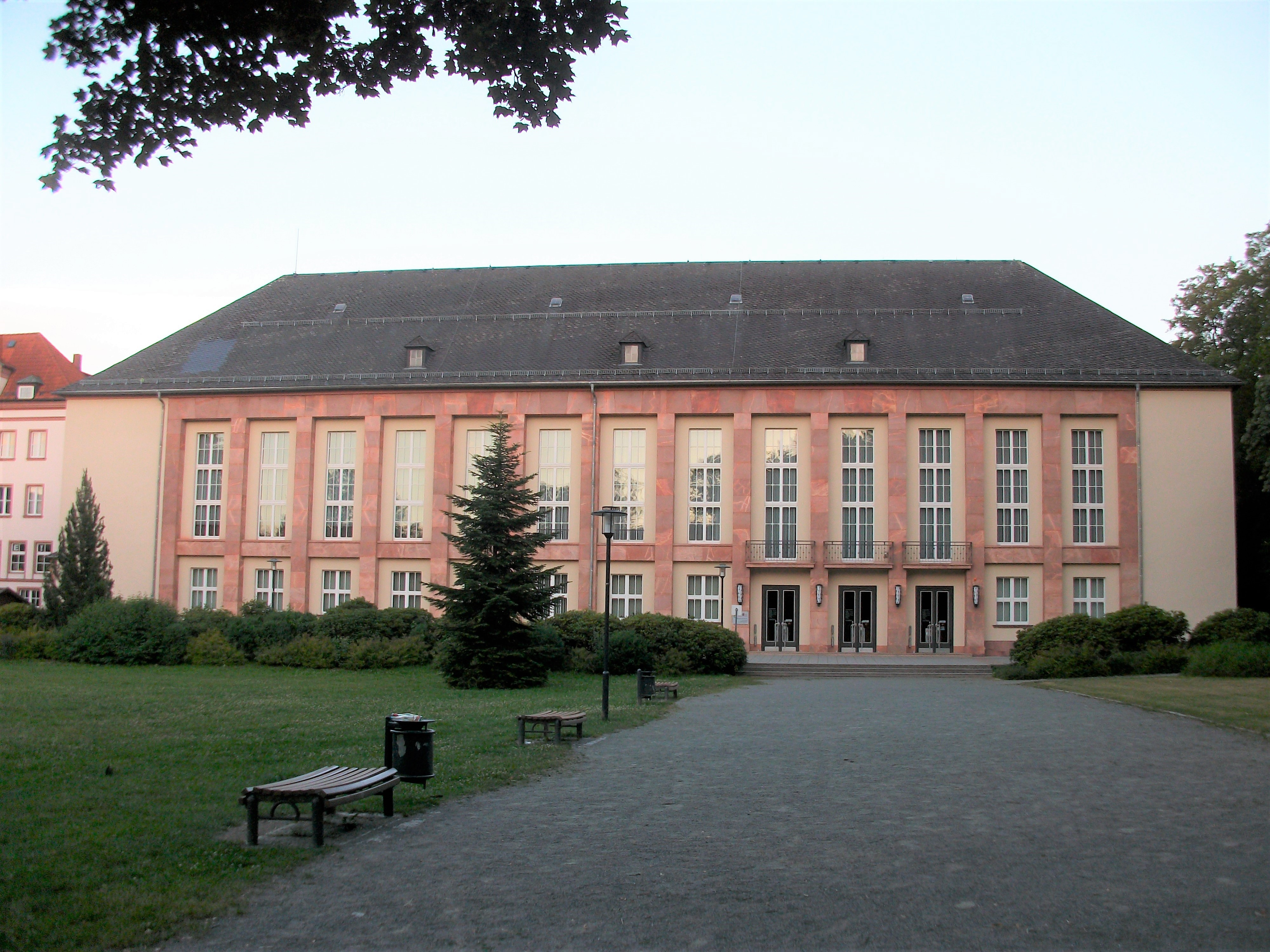
Kulturhaus Aue (1958; met o.a. concert-, muziekrepetitie- en tentoonstellingsruimtes)
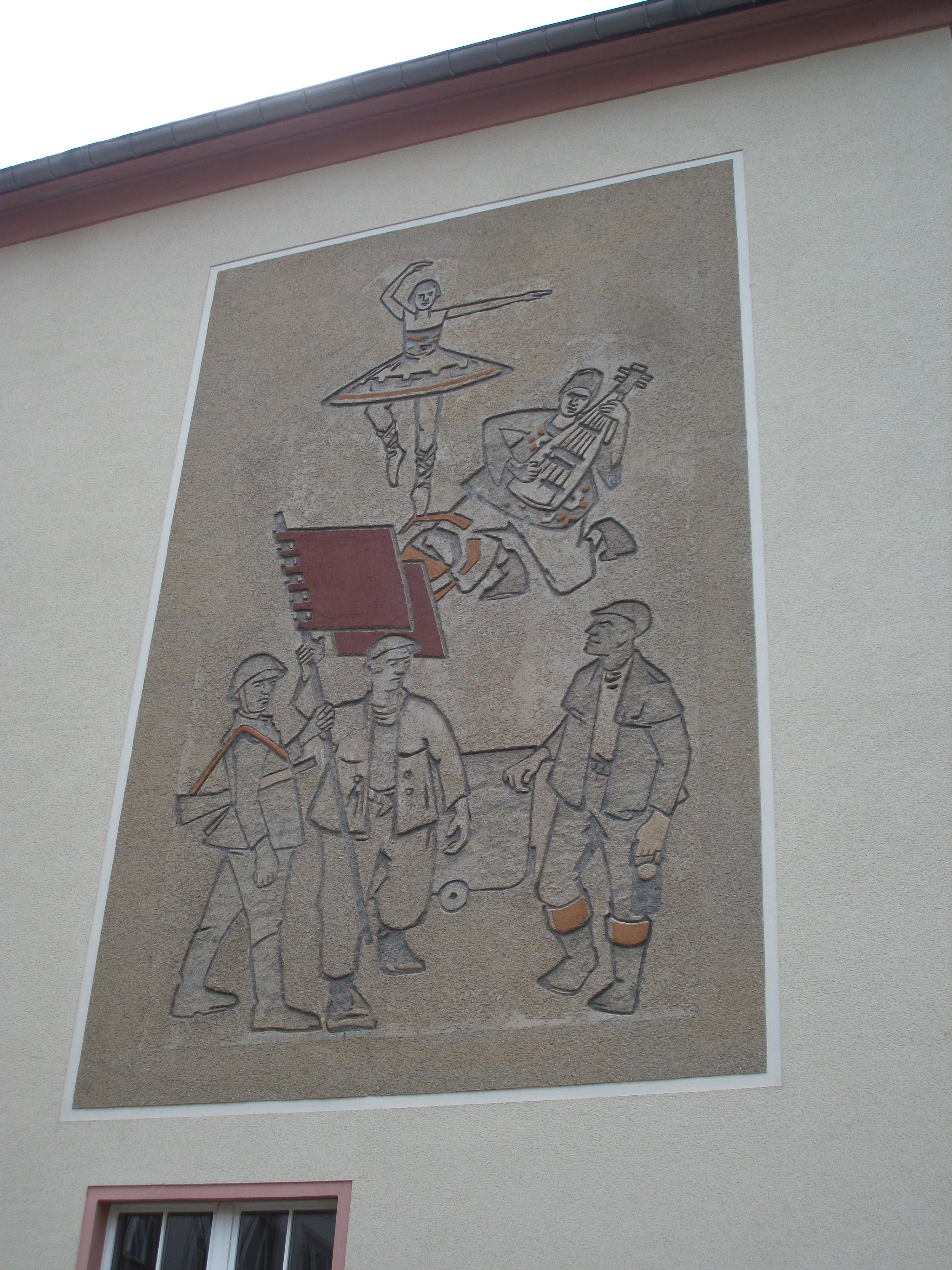
Reliëf op dit gebouw uit de DDR-tijd
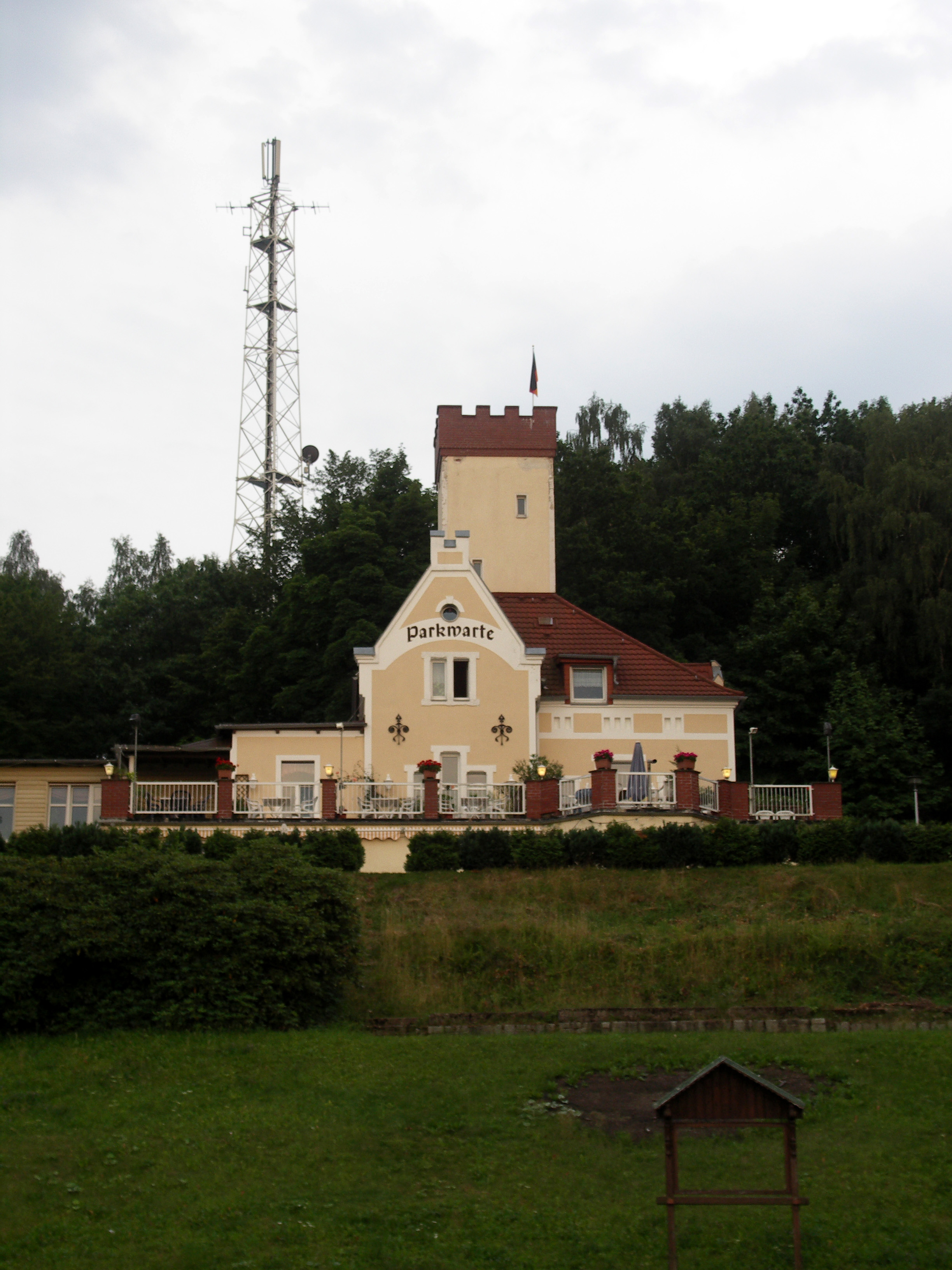
Gebouw Parkwarte in het stadspark van Aue op de Heidelsberg
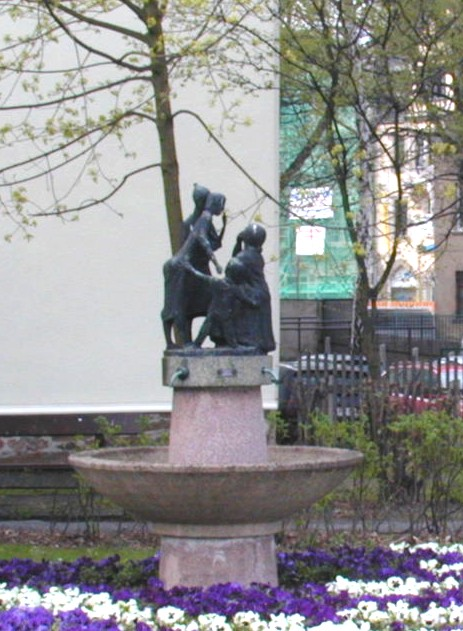
Fontein te Aue De roddelaarsters
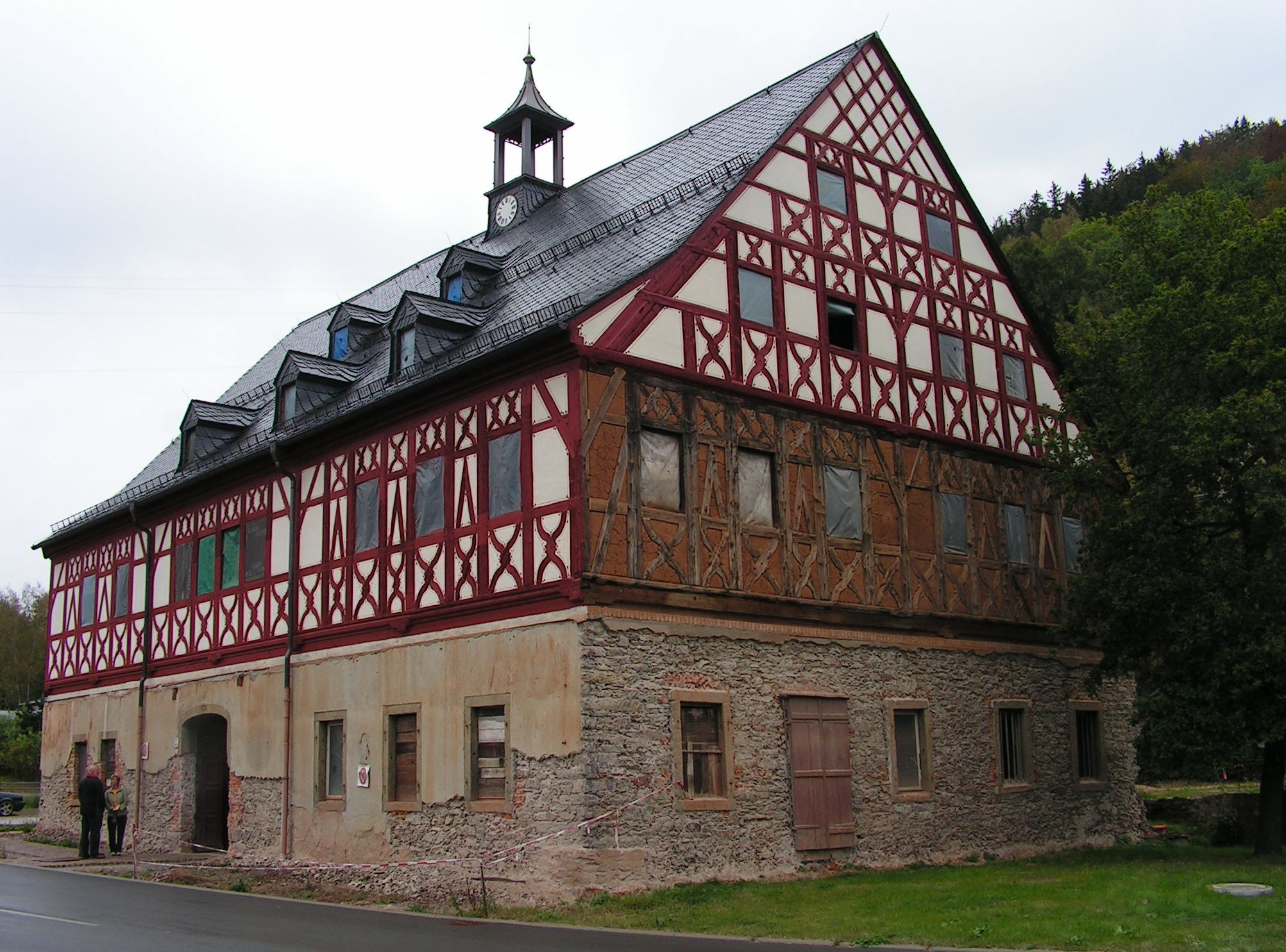
17e-eeuws huis te Auerhammer
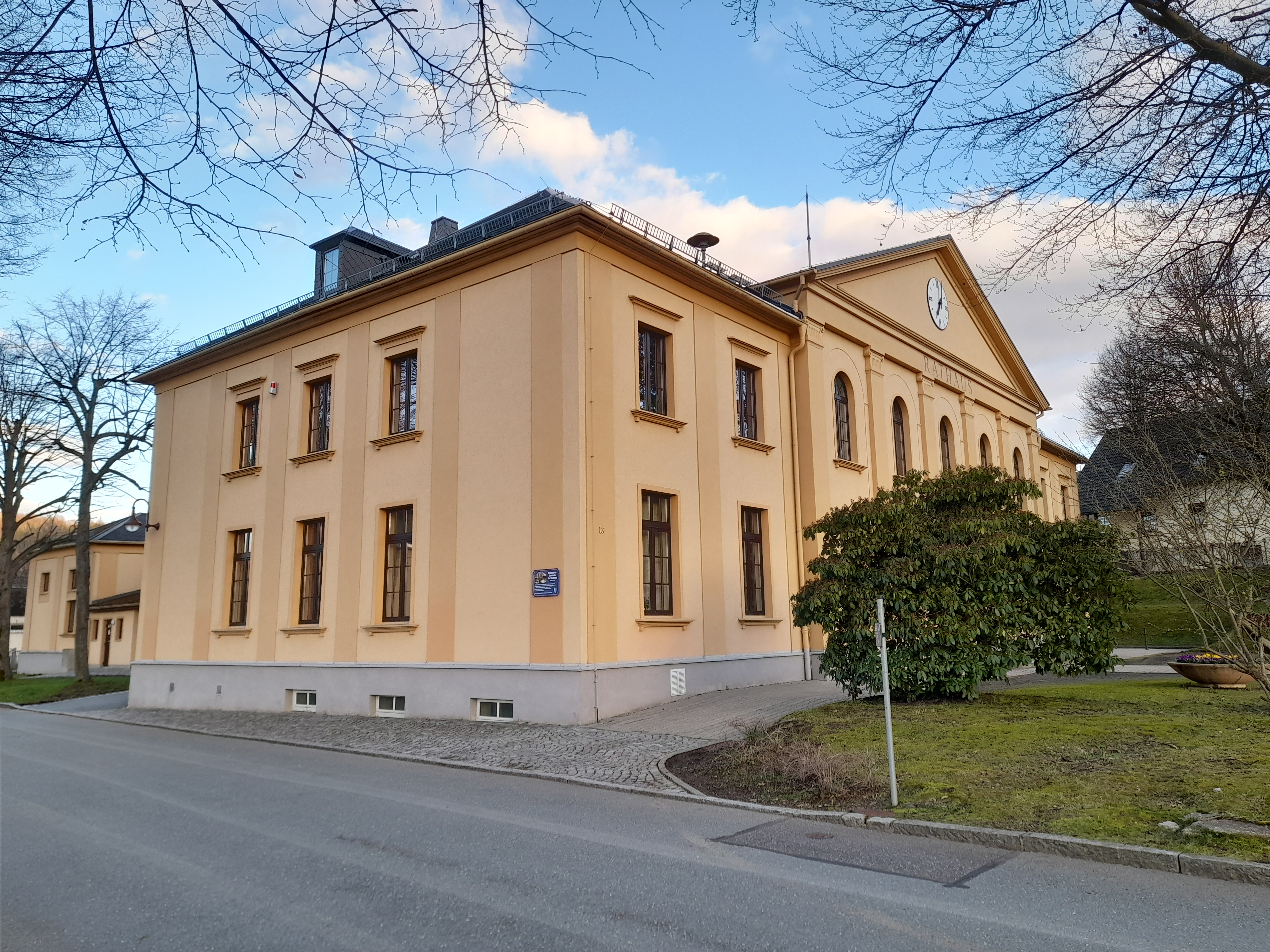
Voormalig gemeentehuis Bad Schlema
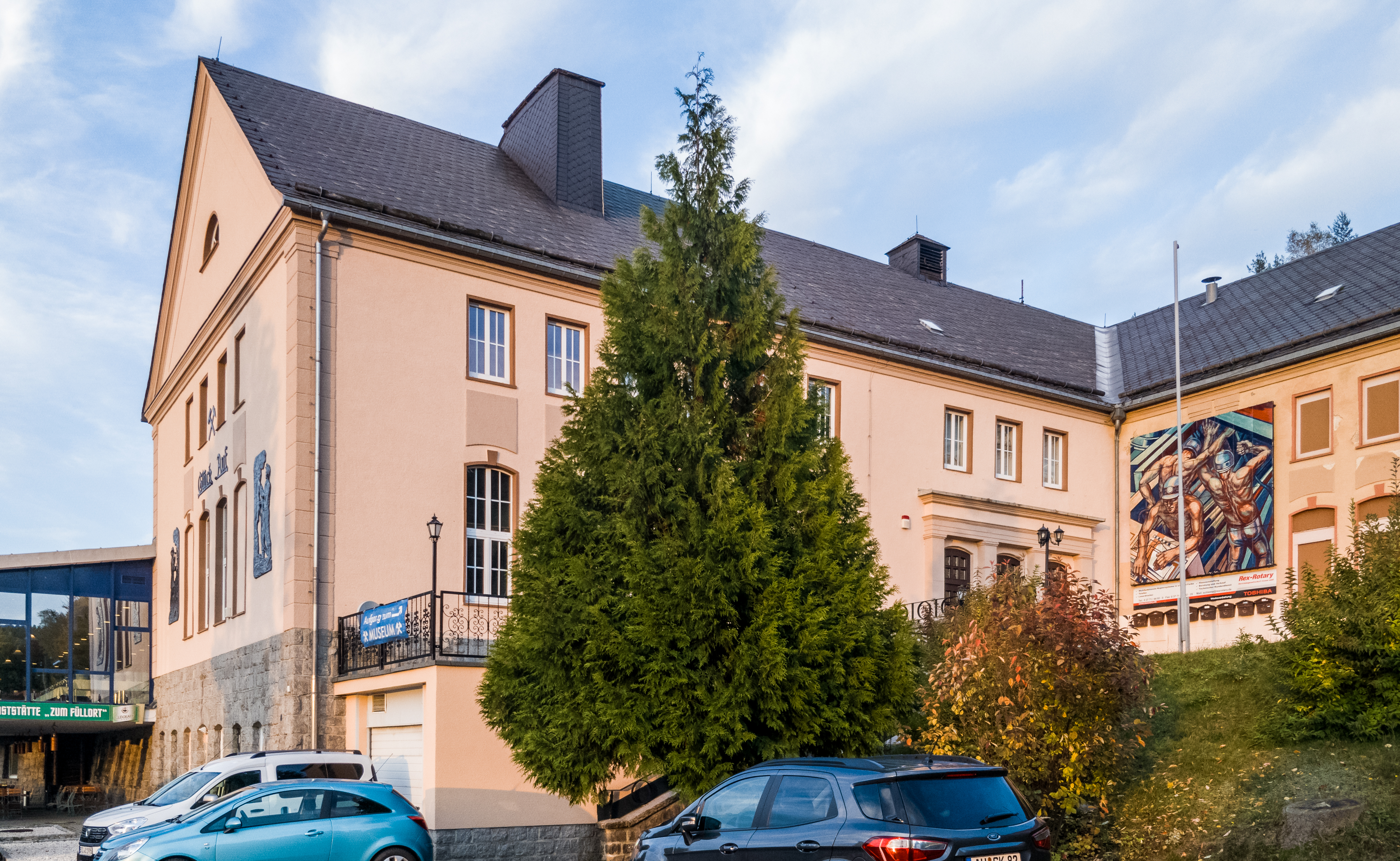
Kulturhaus Aktivist, Bad Schlema
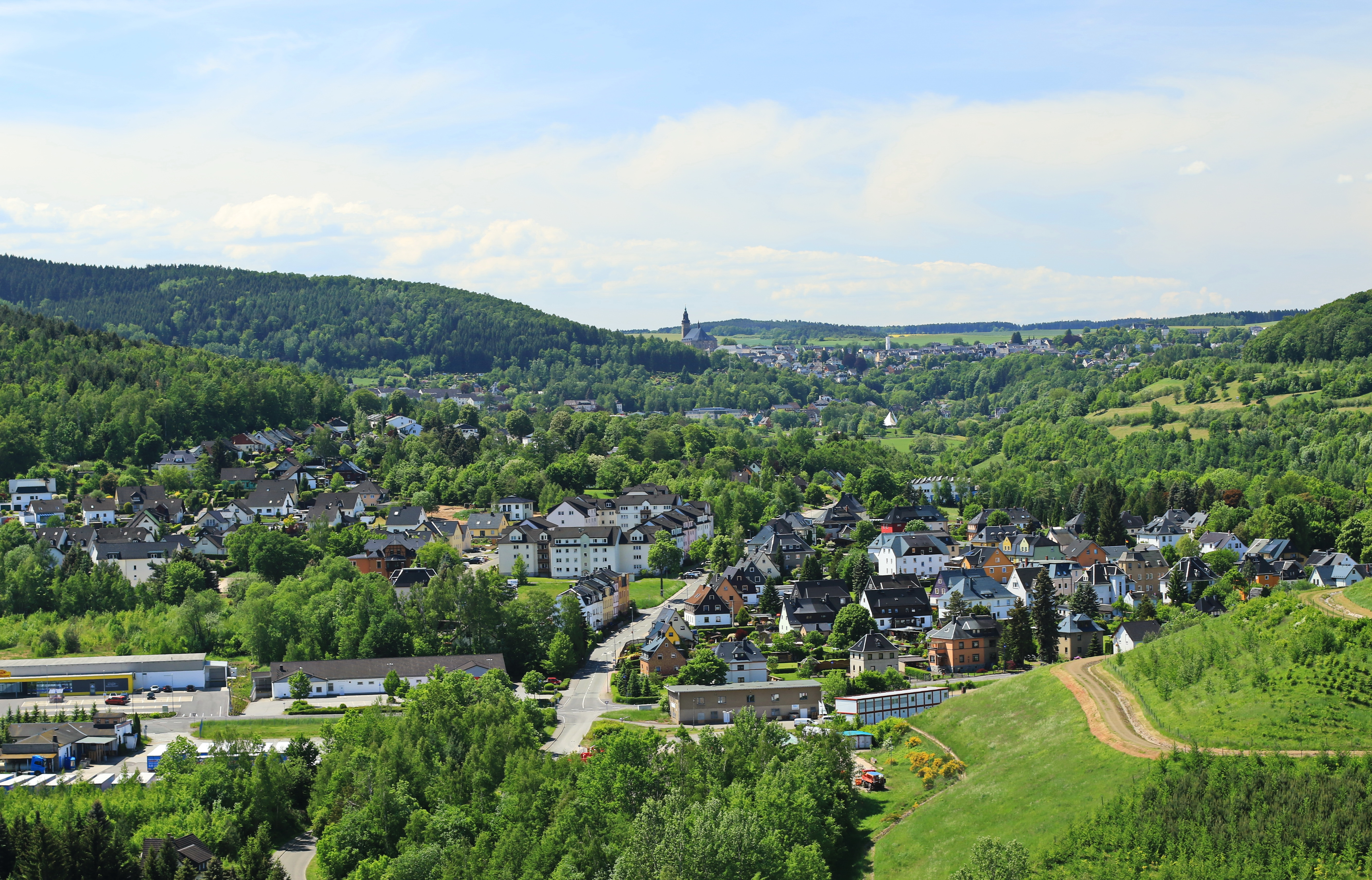
Gezicht op Bad Schlema
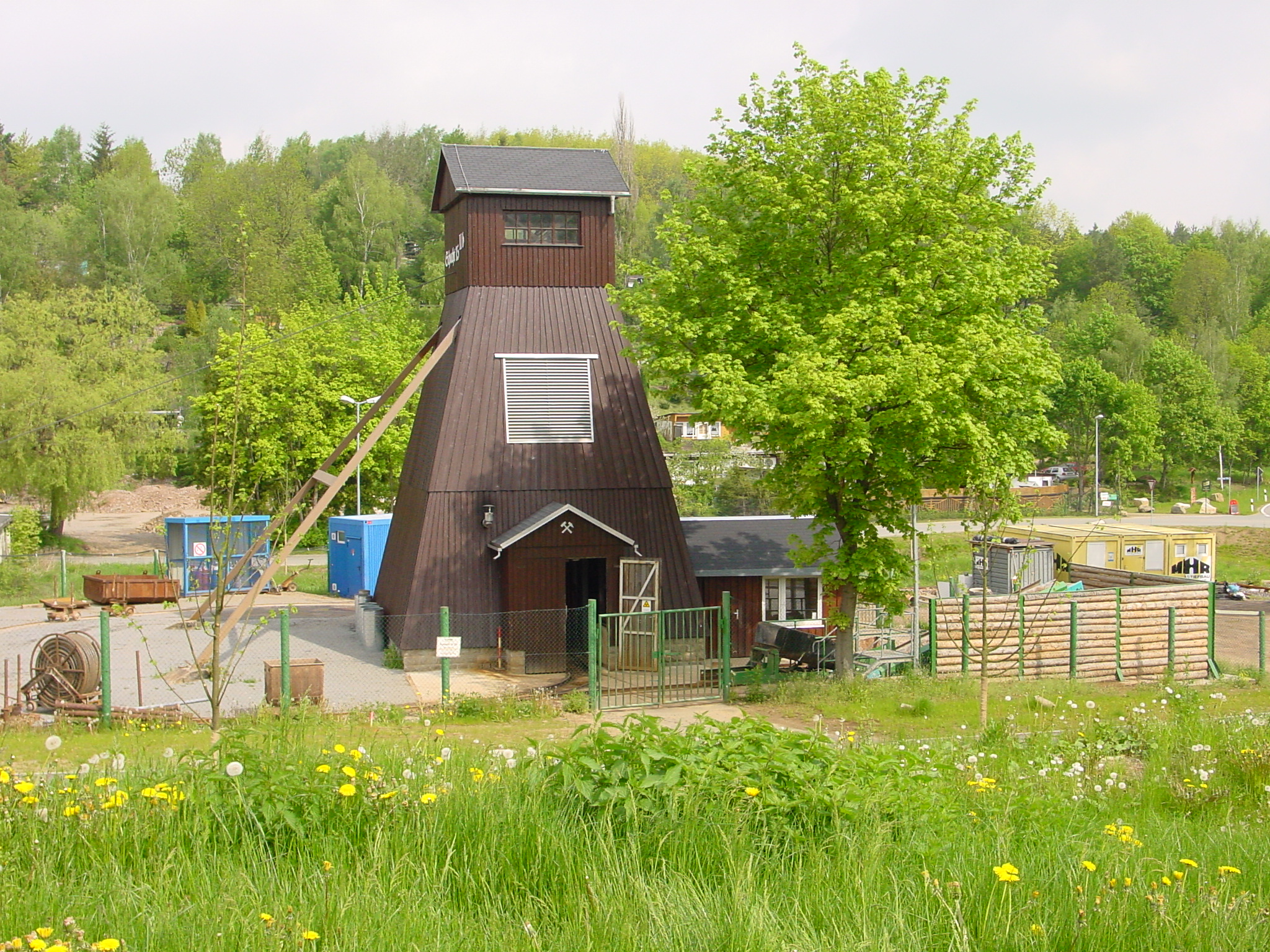
Mijnbouwmuseum te Bad Schlema
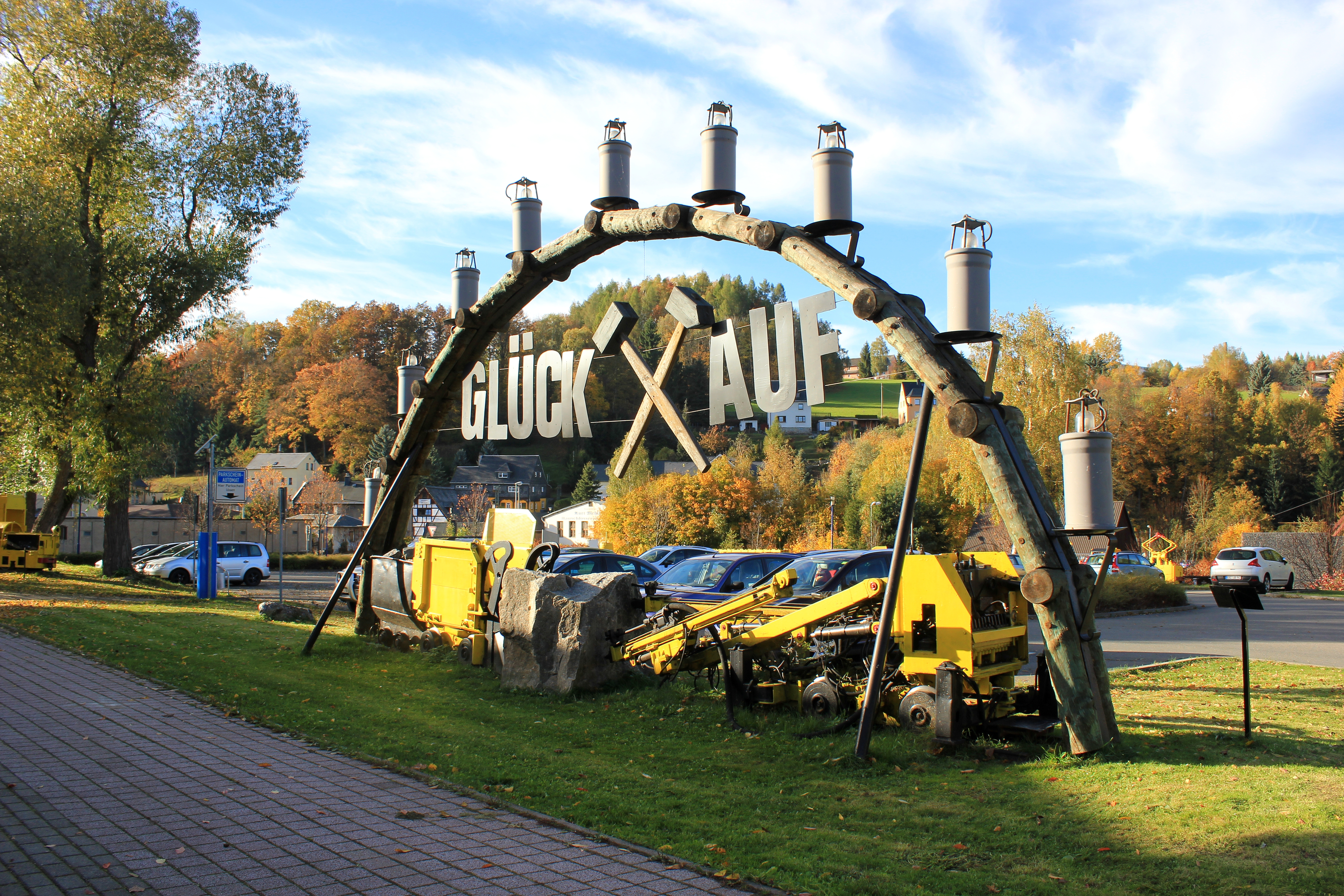
Bad Schlema, zogenaamde Weihnachtsbogen (traditionele kerstversiering)
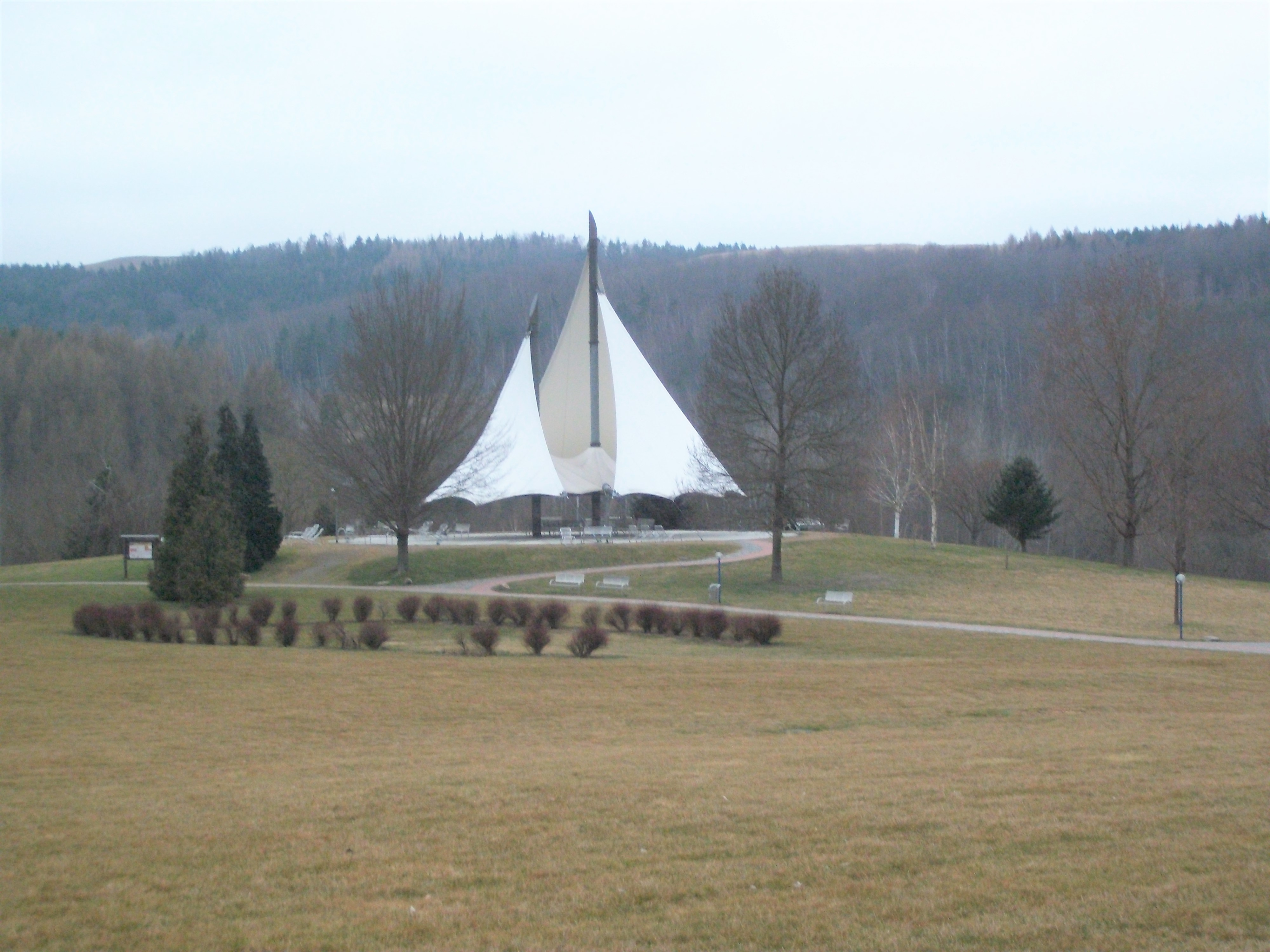
Imitatie van een zeil in het kuurpark te Bad Schlema
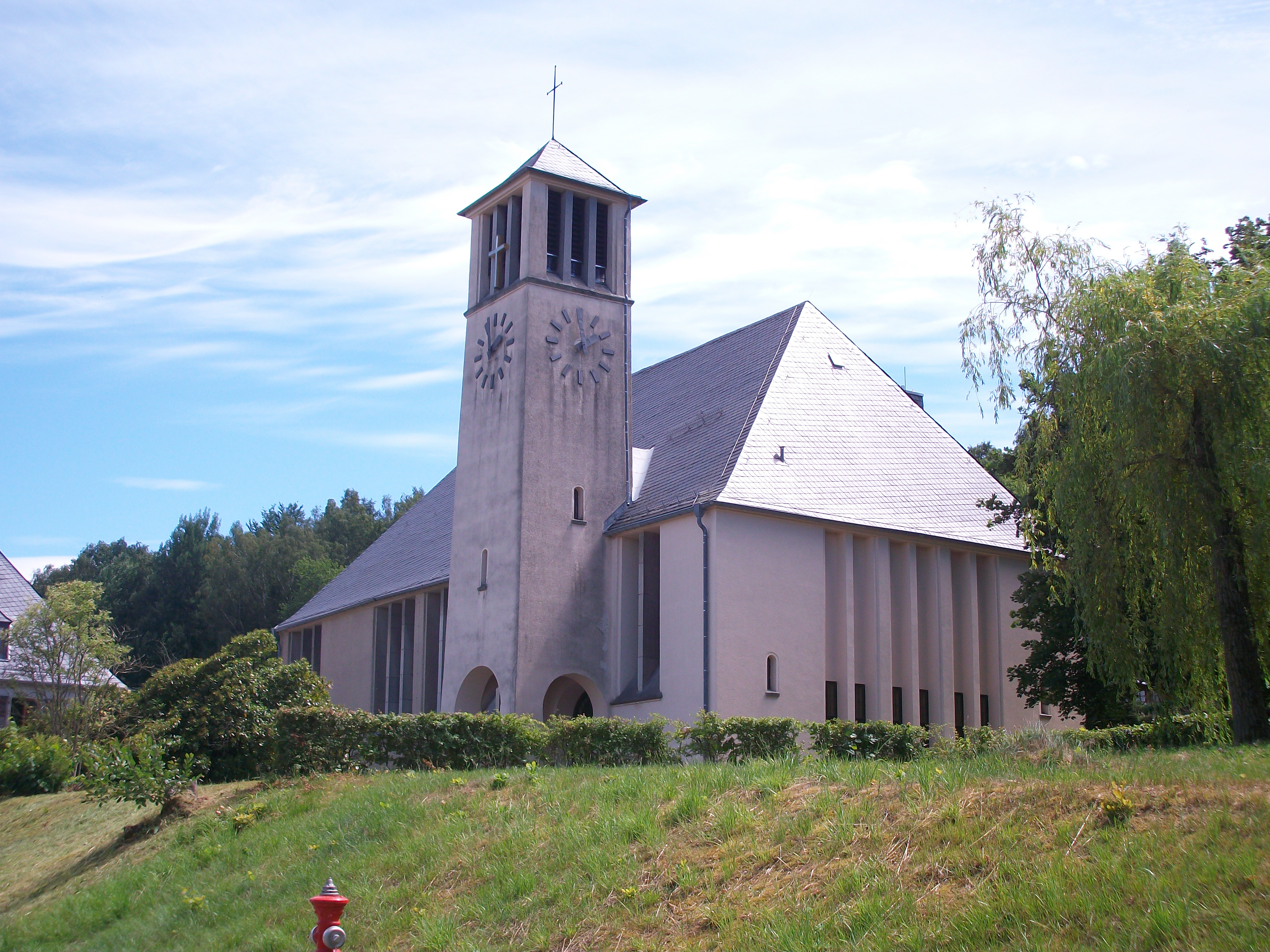
Opstandingskerk (1953), Bad Schlema
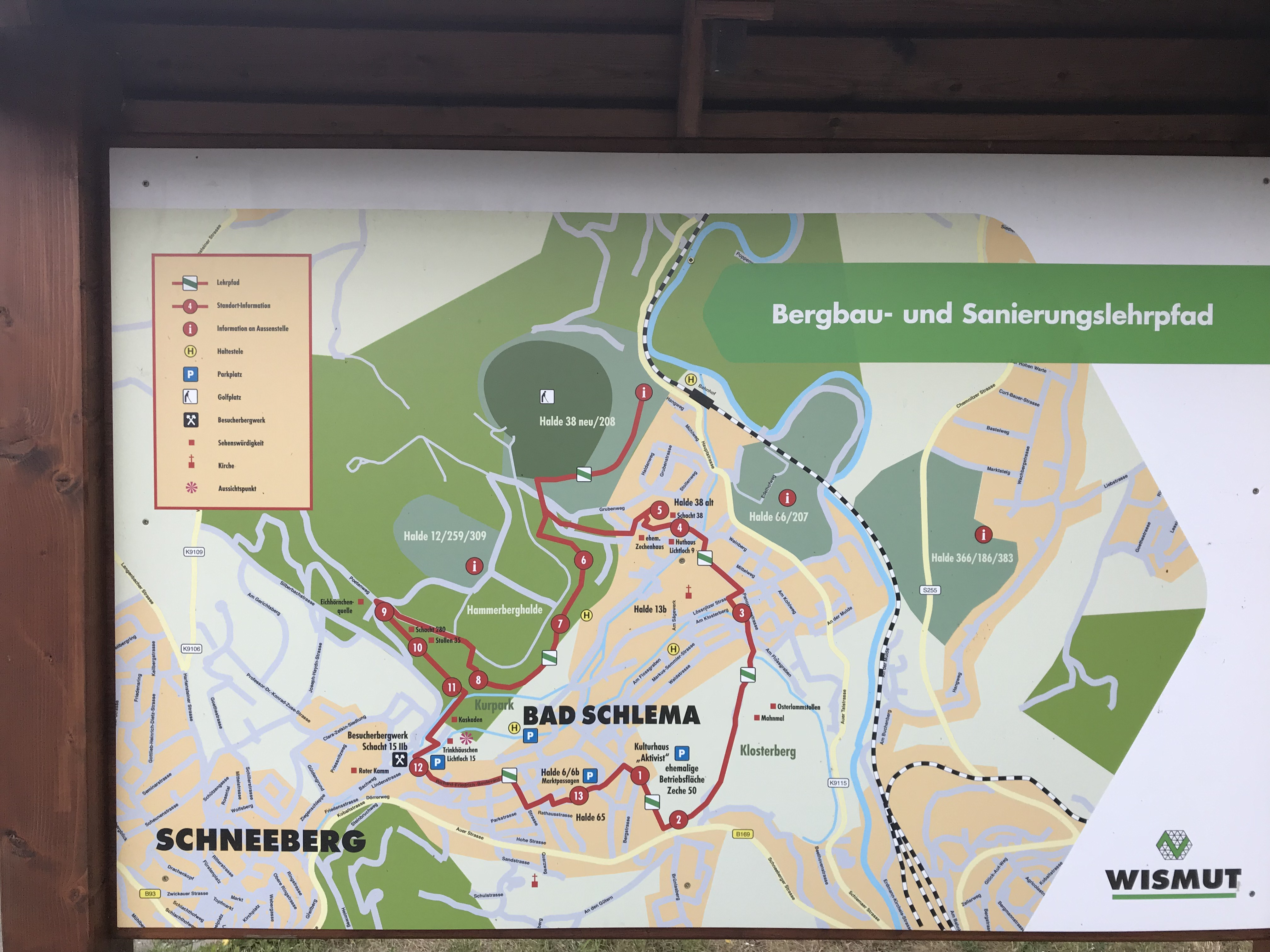
Routekaart Bergbau- und Sanierungslehrpfad Bad Schlema
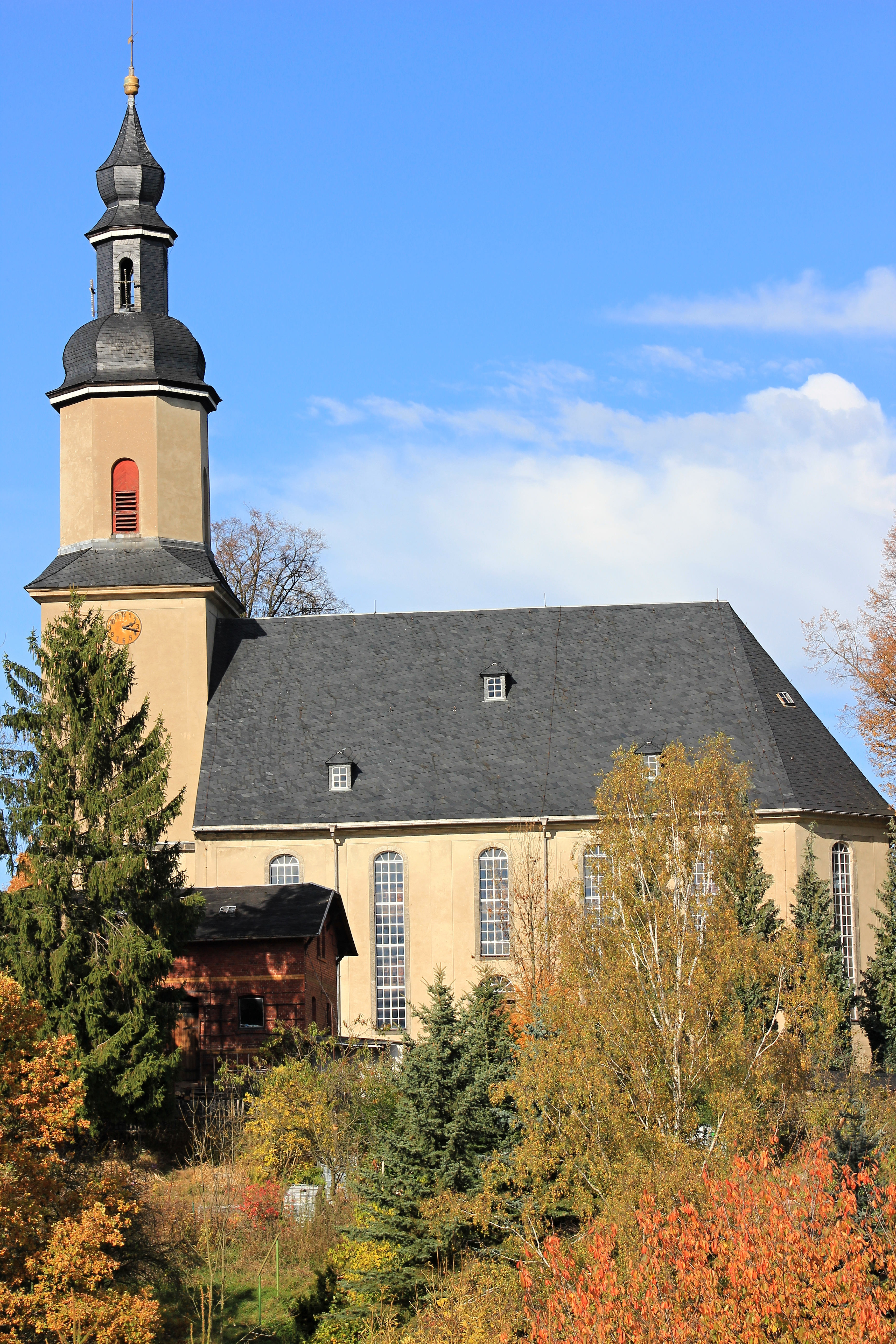
Dorpskerk (1806) te Wildbach
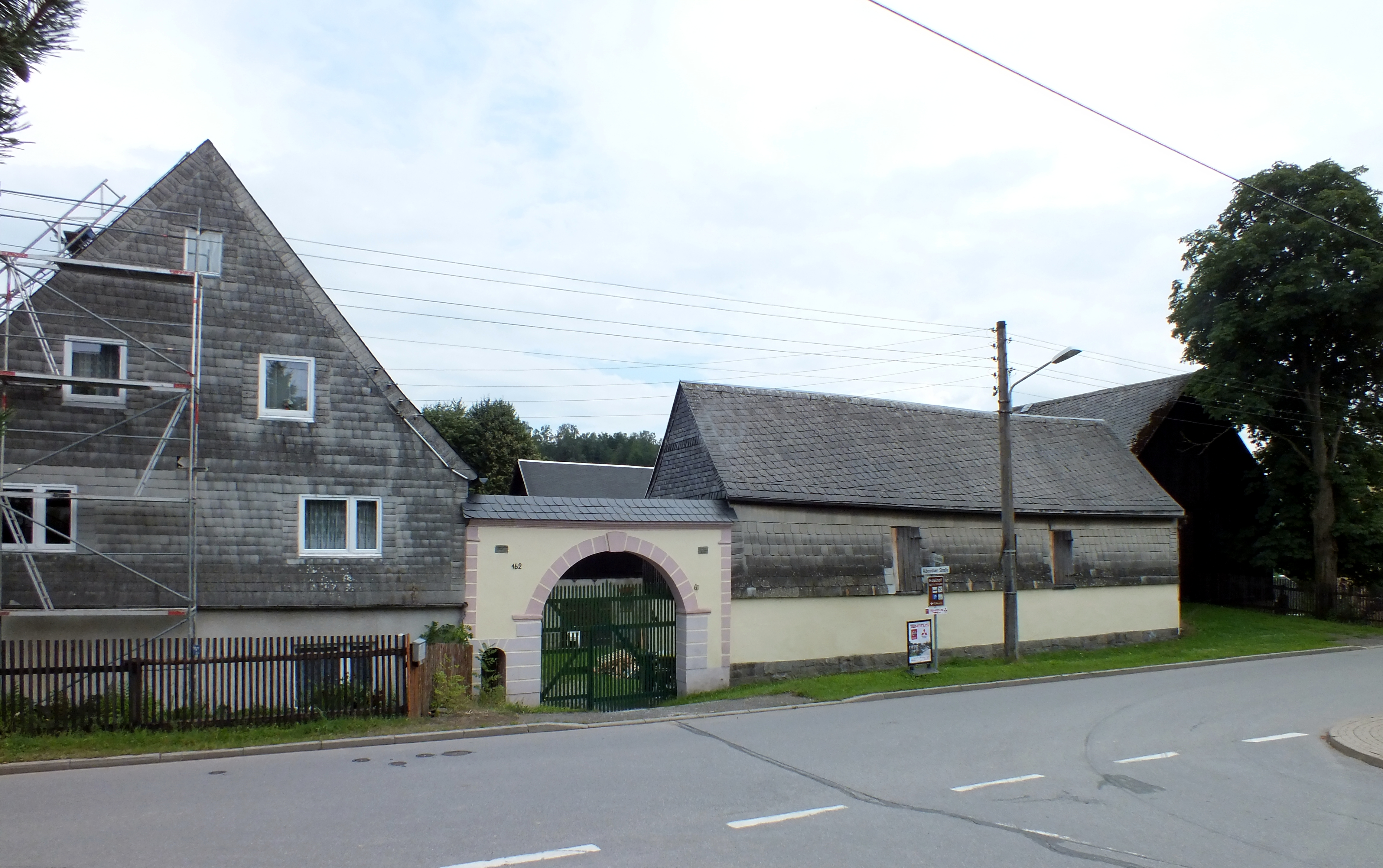
Monumentale boerderij bij Alberoda

## Sport
Aue-Bad Schlema beschikt met FC Erzgebirge Aue over een professionele voetbalclub. Deze club speelt zijn thuiswedstrijden in het bijna 16.500 plaatsen tellende Erzgebirgsstadion, dat aan de noordkant van Aue staat, en speelde in het seizoen '20-'21 in de 2. Bundesliga, het tweede niveau van Duitsland.

## Partnergemeentes
De fusiegemeente heeft de eerdere jumelages van Aue en Bad Schlema overgenomen. Het betreft partnerschappen met:
- Solingen, Duitsland
- Rechberghausen, Duitsland
- Kadan, Tsjechië
- Guingamp, Frankrijk
- Elgg, Zwitserland

## Belangrijke personen in relatie tot de gemeente

### Geboren in Aue
- Klaus Thiele (* 25 februari 1934; † 23 november 2019), voetbalkeeper, o.a. bij BSG Wismut Aue; eind jaren 1950 4 x Oost-Duits international

### Geboren in Bad Schlema
- Steffi Walter-Martin (1962-2017), rodelaarster
- Birk Anders (1967), voormalig biatleet
- Ricco Groß (1970), voormalig biatleet
- Ally Storch (3 april 1976 als Almut Storch), artiestennaam Ally the Fiddle, violiste, muziekgenres oa. folk, rock en metal, sinds 2016 lid van de band Subway to Sally
- Denise Herrmann (1988), biatlete en voormalig langlaufster
- Sepp Wiegand (1991), rallyrijder